# أفغانستان
أَفْغَانِسْتَان (بالبشتوية: د افغانستـان ومعناها «أرض الأفغان») ورسميًّا «إِمَـارَةُ أَفْغَانِسْتَـانُ الْإِسْلَامِيَّـة» (بالبشتوية: د أفغانستان اسلامي امارت) هي دولة حبيسة غير ساحلية تقع في جنوب آسيا، تحدها كل من طاجيكستان وأوزبكستان وتركمانستان من الشمال وإيران من الغرب والصين من الشمالي الشرقي، فيما تحدها باكستان من الجنوب والشرق.
ومعنى كلمة أفغانستان هي أرض الأفغان، وتعتبر إحدى نقاط الاتصال القديمة لطريق الحرير والهجرات البشرية السابقة. وتلك الدولة ذات الموقع جيوإستراتيجي تربط شرق وغرب وجنوب ووسط آسيا، وهي موطن لكثير من الأمم القديمة والحديثة خلال العصور المتتالية. وكانت المنطقة هدفًا لكثير من الشعوب الغازية والفاتحين منذ القدم، منذ عهد الإغريق تحت حكم الإسكندر الأكبر، ومروراً بالفتوحات الإسلامية وحكم المغول وغيرهم. أفغانستان تُلقب بـ "مقبرة الإمبراطوريات" بسبب تاريخها الطويل في مقاومة الغزاة والإمبراطوريات الكبرى التي حاولت السيطرة عليها. وقد كانت أفغانستان منبع للعديد من الممالك، مثل مملكة باكتريا الإغريقية والكوشانيين والهياطلة والصفاريين والسامانيين والغزنويين التيموريين، وممالك أخرى ظهرت في أفغانستان فشكّلت دولًا عظمى هيمنت على جيرانها من الممالك الأخرى.
الأفغان بهذا المصطلح شعب معروف في التاريخ الإسلامي من الشعوب الآرية، هم أخوة الفرس والكرد والطاجيك يسكنون هذه البقاع، ولقد ذكرهم عدد كبير من المؤرخين، ووصفهم الرحالة ابن بطوطة بالقوة والبأس الشديد، عند زيارته لمدينة كابل وما جاورها.
منذ القرن الثامن عشر ومع ظهور قبائل البشتون بدأ التاريخ السياسي الحديث لأفغانستان، عندما أسّس مير ويس الهوتكي السلالة الهوتكية سنة 1709 حكمها في قندهار، مكونًا الدولة الدرانية سنة 1747 آخِر الممالك الأفغانية، والأم الشرعية لأفغانستان الحديثة. فانتقلت العاصمة سنة 1776 من قندهار إلى كابول، وقد تنازلت مؤقتا عن معظم أراضيها للممالك المجاورة. باتفاقيات مع الإنجليز وفي أواخر القرن التاسع عشر أضحت أفغانستان دولة حاجزة في لعبة الأمم ما بين الإمبراطوريتين الروسية والبريطانية. ففي تاريخ 19 أغسطس 1919 بُعيد الحرب الإنجليزية الأفغانية الثالثة استعاد البلد الاستقلالية في سياسته الخارجية من المملكة المتحدة.
مع أواخر سبعينيات القرن العشرين عاشت أفغانستان تجربة مريرة من الحرب الأهلية الأفغانية تخللها احتلال أجنبي عام 1979 تمثل في الغزو السوفيتي تلاه الغزو الأمريكي لأفغانستان عام 2001.
في مايو 2021 وبعد عشرون عاماً من الحرب قامت حركةُ طالبان الأفغانية بشن هجوم على الحكومة الأفغانية حتى أعلنت في 19 أغسطس 2021 سيطرتها على معظم البلاد وعودة «إمارة أفغانستان الإسلامية».

## التاريخ
[بحاجة لمصدر]

### التاريخ القديم
صعدت العديد من الإمبراطوريات والممالك إلى السلطة في أفغانستان، مثل اليونانيين البختريين، والهنود السكثيون، والكوشان، والكيداريين، والهياطلة، والخون، وهون النيزاك، وممالك الترك، وممالك الهندوس، وسلالة لاويك، والصفاريين، والسامانيين، والغزنويين، والغوريين. والخلجيين والكرتيين واللودهيون والصوريون والمغول وأخيرًا الدولة الهوتكية والدولة الدرانية، التي ميزت الأصول السياسية للدولة الحديثة.
كانت البلاد موطنًا لشعوبٍ مختلفة عبر العصور، من بينهم الشعوب الإيرانية القديمة، التي أسست الدور المهيمن للغات الهندية الإيرانية في المنطقة. وفي نقاط متعددة، تم دمج البلاد ضمن إمبراطوريات إقليمية واسعة؛ من بينها الإمبراطورية الأخمينية، والإمبراطورية المقدونية، وإمبراطورية موريا، والإمبراطورية الإسلامية. لنجاحها في مقاومة الاحتلال الأجنبي خلال القرنين التاسع عشر والعشرين، أُطلق على أفغانستان لقب «مقبرة الإمبراطوريات»، على الرغم من عدم معرفة من صاغ هذه العبارة.

### عصور ما قبل التاريخ والعصور القديمة
المقال الرئيسي: تاريخ أفغانستان القديم
تشير الحفريات في مواقع ما قبل التاريخ إلى أن البشر كانوا يعيشون في ما يعرف الآن بأفغانستان منذ 50 ألف سنةً على الأقل، وأن المجتمعات الزراعية في المنطقة كانت من بين أقدم المجتمعات في العالم. وهو موقع مهم للأنشطة التاريخية المبكرة، ويعتقد الكثيرون أن أفغانستان تقارن بمصر من حيث القيمة التاريخية لمواقعها الأثرية.

#### العصر القديم
يشير التنقيب الأثري الذي تم إجراؤه في القرن العشرين إلى أن المنطقة الجغرافية لأفغانستان كانت مرتبطة ارتباطًا وثيقًا بالثقافة والتجارة مع جيرانها في الشرق والغرب والشمال. تم العثور على قطع أثرية نموذجية من العصر الحجري القديم، والعصر الحجري الحديث، والبرونزي، والعصور الحديدية في أفغانستان. يُعتقد أن الحضارة الحضرية بدأت في وقت مبكرٍ من عام 3000 قبل الميلاد، وكانت مدينة مونديجاك المبكرة (بالقرب من قندهار جنوبّي البلاد) مركزًا لثقافة هلمند. أثبتت النتائج الحديثة أن حضارة وادي السند امتدت حتى وصلت إلى أفغانستان الحديثة، مما جعل الحضارة القديمة اليوم جزءًا من باكستان وأفغانستان والهند. وتفصيلاً، امتدت من ما يعرف اليوم بشمال غرب باكستان إلى شمال غرب الهند وشمال شرق أفغانستان. تم العثور على موقع وادي السند على نهر أوكسوس في شورتوجاي في شمال أفغانستان. هناك العديد من مستعمرات IVC الأصغر حجمًا التي يمكن العثور عليها في أفغانستان أيضًا. تم العثور على موقع وادي السند على نهر أوكسوس في شورتوجاي شمال أفغانستان، مما يدل على أن أفغانستان كانت جزءًا من حضارة وادي السند.
بعد عام 2000 قبل الميلاد، بدأت موجات متتالية من الأشخاص شبه الرحل من آسيا الوسطى في التحرك جنوبًا إلى أفغانستان؛ وكان من بينهم العديد من الهنود الإيرانيين الناطقين باللغة الهندية الأوروبية. هاجرت هذه القبائل لاحقًا إلى جنوب آسيا وغرب آسيا وباتجاه أوروبا عبر المنطقة الواقعة شمال بحر قزوين. وكانت المنطقة في ذلك الوقت يشار إليها باسم أريانة.
بحلول منتصف القرن السادس قبل الميلاد، أطاح الأخمينيون بالميديين وضموا أراخوسيا وأريا وباكتريا داخل حدودهم الشرقية. هناك نقش على شاهد قبر داريوس الأول ملك بلاد فارس يذكر وادي كابول في قائمة الدول الـ 29 التي غزاها. كانت منطقة أراخوسي، حول قندهار في جنوب أفغانستان الحديثة، ذات طابع زرادشتي في المقام الأول ولعبت دورًا رئيسيًا في نقل الأفستا إلى بلاد فارس، وبالتالي يعتبرها البعض «الموطن الثاني للزرادشتية».
وبحلول عام 330 قبل الميلاد وصل الإسكندر الأكبر وقواته المقدونية إلى أفغانستان بعد هزيمة داريوس الثالث ملك بلاد فارس قبل عام في معركة غوغاميلا. بعد احتلال الإسكندر القصير، سيطرت الدولة التي خلفت الإمبراطورية السلوقية على المنطقة حتى عام 305 قبل الميلاد، عندما أعطت الكثير منها إلى إمبراطورية موريا كجزء من معاهدة تحالف. سيطر الموريون على المنطقة الواقعة جنوب هندوكوش حتى تمت الإطاحة بهم في حوالي عام 185 قبل الميلاد. بدأ تراجعهم بعد 60 عامًا من انتهاء حكم أشوكا، مما أدى إلى إعادة الغزو الهلنستي على يد اليونانيين البختريين. وسرعان ما انفصل جزءاً كبير منها عنهم وأصبح جزءًا من المملكة الهندية اليونانية. تم هزيمتهم وطردهم من قبل السكيثيين الهندوس في أواخر القرن الثاني قبل الميلاد.
ظهر طريق الحرير خلال القرن الأول قبل الميلاد، وازدهرت التجارة في أفغانستان، حيث كانت لها طرق تؤدي إلى الصين والهند وبلاد فارس وشمالًا إلى مدن بخارى وسمرقند وخيوة في أوزبكستان الحالية. تم تبادل السلع والأفكار في هذه النقطة المركزية، مثل الحرير الصيني والفضة الفارسية والذهب الروماني، بينما كانت منطقة أفغانستان الحالية تقوم باستخراج وتجارة أحجار اللازورد بشكل رئيسي من منطقة بدخشان شمالي شرق البلاد.
خلال القرن الأول قبل الميلاد، أخضعت الإمبراطورية البارثية المنطقة لكنها خسرتها أمام أتباعها من الهند الفرثية. في منتصف وأواخر القرن الأول الميلادي، أصبحت إمبراطورية كوشان الشاسعة، المتمركزة في أفغانستان، من كبار الرعاة للثقافة البوذية، مما جعل البوذية تزدهر في جميع أنحاء المنطقة. تمت الإطاحة بالساسانيين الكوشانيين في القرن الثالث الميلادي، على الرغم من استمرار الساسانيين الهندوس في حكم أجزاء من المنطقة على الأقل. وتبعهم الكيداريون الذين، بدورهم، حل محلهم الهفتاليت. تم استبدالهم بمملكة الترك في القرن السابع. تم استبدالالمملكة التركية البوذية في كابول بسلالة هندوسية قبل أن يغزو الصفاريون المنطقة عام 870م، وكانت هذه السلالة الهندوسية تسمى مملكة الهندوس. ظلت معظم المناطق الشمالية الشرقية والجنوبية من البلاد تهيمن عليها الثقافة البوذية.

### تاريخ العصور الوسطى
المقالات الرئيسية: الفتوحات الإسلامية لأفغانستان والغزو المغولي لآسيا الوسطى

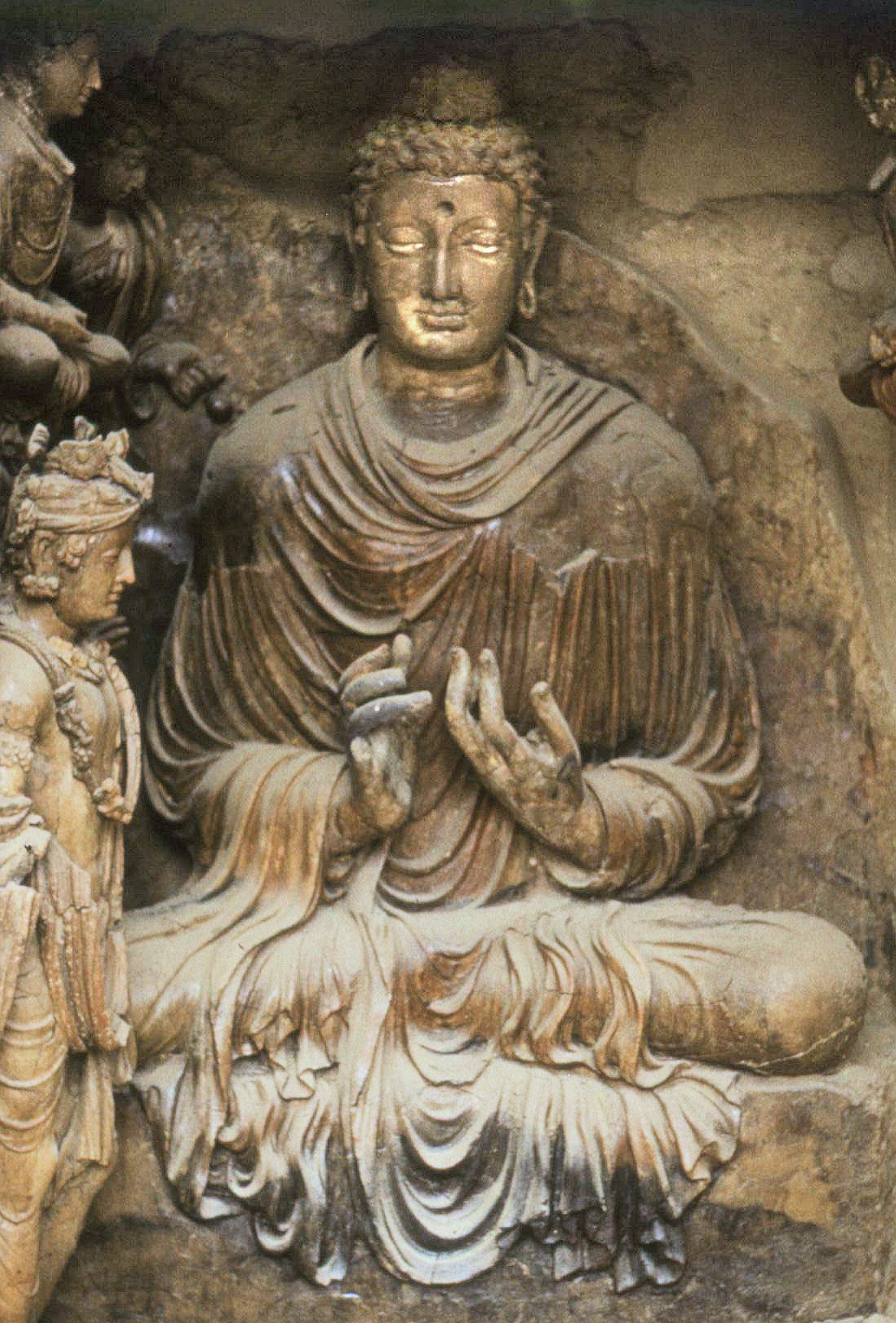
دير رهبان بوذي في أفغانستان يُدعي «تابا شوتور» يعود للقرن الثاني الميلادي. البوذية والهندوسية كانت الديانات السائدة قبل الفتح الإسلامي.

#### الفتح الإسلامي
جلب العرب المسلمون الإسلام إلى هرات وزرانج عام 642 م وبدأوا في الانتشار شرقًا. قبلهُ بعض السكان الأصليين الذين واجهوهم بينما ثار آخرون. قبل وصول الإسلام، كانت المنطقة موطنًا لمعتقدات وطوائف مختلفة، مما أدى غالبًا إلى التوفيق بين الديانات السائدة مثل الزرادشتية، البوذية أو البوذية اليونانية، والديانات الإيرانية القديمة، الهندوسية، المسيحية، واليهودية. أحد الأمثلة على التوفيق بين المعتقدات في المنطقة هو أن الناس كانوا أتباع للبوذية ولكنهم ما زالوا يعبدون الآلهة الإيرانية المحلية مثل أهورامازدا، السيدة نانا، أناهيتا أو مهر (ميثرا) وصوروا الآلهة اليونانية مثل هيراكليس أو تايكي كحماة لبوذا. تم غزو مملكة كابل لأول مرة في عام 870 م على يد المسلمين الصفاريين في زرنج. وفي وقت لاحق السامانيون ووسعوا نفوذهم الإسلامي جنوب هندو كوش. يُذكر أن المسلمين وغير المسلمين ما زالوا يعيشون جنبًا إلى جنب في كابول قبل وصول الغزنويين إلى السلطة في القرن العاشر.
بحلول القرن الحادي عشر، هزم محمود الغزنوي من تبقى من الحكام الهندوس وأسلم المنطقة بشكل فعال، باستثناء كافرستان. جعل محمود غزنة مدينة مهمة ورعى المثقفين مثل المؤرخ البيروني والشاعر الفردوسي. أطاح الغوريون بالسلالة الغزنوية عام 1186م، ومن بين إنجازاتهم المعمارية مئذنة جام النائية. سيطر الغوريون على أفغانستان لمدة تقل عن قرن من الزمان قبل أن يتم غزوهم من قبل الغوريون الأسرة الخوارزمية عام 1215م.

#### المغول وبابر مع أسرة لودي
وفي عام 1219 م، اجتاح جنكيز خان وجيشه المغولي المنطقة. ويقال أن قواته دمرت المدن الخوارزمية في هرات وبلخ وكذلك باميان. وأجبر الدمار الذي سببه المغول العديد من السكان المحليين على العودة إلى المجتمع الريفي الزراعي. استمرَ الحكم المغولي مع الإلخانات في الشمال الغربي بينما كانت أسرة خالجي تدير المناطق القبلية الأفغانية جنوب جبال هندو كوش حتى غزو تيمور (المعروف أيضًا باسم تيمورلنك)، الذي أسس الإمبراطورية التيمورية عام 1370م. تحت حكم شاروخ. المدينة [ التي؟ ] كانت بمثابة النقطة المحورية في عصر النهضة التيمورية، الذي يضاهي مجده فلورنسا في عصر النهضة الإيطالية كمركز للنهضة الثقافية.
في أوائل القرن السادس عشر، وصل ظهير الدين بابر من فرغانة واستولى على كابل من أسرة أرغون. استمر بابور في غزو سلالة لودي الأفغانية التي حكمت سلطنة دلهي في معركة بانيبات الأولى. بين القرنين السادس عشر والثامن عشر، حكمت خانية بخارى الأوزبكية والصفويون الإيرانيون والمغول الهنود أجزاءاً من المنطقة. خلال فترة العصور الوسطى، تمت الإشارة إلى المنطقة الشمالية الغربية من أفغانستان بالاسم الإقليمي خراسان. اثنتان من عواصم خراسان الأربع (تقع هرات وبلخ الآن في أفغانستان، بينما شكلت مناطق قندهار وزابولستان وغزنة وكابولستان وأفغانستان الحدود بين خراسان وهندوستان. ومع ذلك، حتى القرن التاسع عشر، كان مصطلح خراسان شائع الاستخدام بين السكان الأصليين لوصف بلادهم؛ كتب السير جورج إلفينستون بدهشة أن الدولة المعروفة للأجانب باسم «أفغانستان» كان يشار إليها من قبل سكانها باسم «خراسان» وأن أول مسؤول أفغاني التقى به على الحدود رحب به في خراسان.

## التاريخ الحديث
كانت أفغانستان في التاريخ المعاصر مملكة أسست على أنقاض إمارة أفغانستان عام 1926م خلال حكم أمان الله خان، وانتهت فترة حكم المملكة الأفغانية التي ظلت تحت حكم السلالة الباركزائية لما يقارب 150 سنة حتى تاريخ 17 يوليو 1973م، وذلك عن طريق الانقلاب العسكري وخلع اخر ملوكها محمد ظاهر شاه على يد ابن عمه رئيس الوزراء السابق محمد داود خان وقيام جمهورية أفغانستان.

### السلالة الهوتكية
المقال الرئيسي: السلالة الهوتكية
في عام 1709م، نجح مير ويس الهوتكي، زعيم قبيلة غيلزاي المحلي، في التمرد ضد الصفويين. هزم جورجين خان، حاكم قندهار الجورجي في عهد الصفويين، وأنشأ مملكته الخاصة، كما أحبط العديد من محاولات الصفويين لضم المملكة. وخلفه أخوه عبد العزيز، الذي سرعان ما قُتل على يد محمود ابن مرويس لاحتمال تخطيطه لتوقيع سلام مع الصفويين. قاد محمود الحملات إلى إيران الحديثة، وكانت محاولته الأولى في عام 1719 لمحاصرة كرمان، لكن هذه المحاولة باءت بالفشل. قاد محمود الجيش الأفغاني عام 1722 إلى العاصمة الفارسية أصفهان، واستولى على المدينة بعد معركة غولناباد وأعلن نفسه ملكًا على بلاد فارس. تم طرد الأسرة الأفغانية من بلاد فارس على يد نادر شاه بعد معركة دامغان عام 1729م.

#### سقوط الأسرة الهوتكية
في عام 1738م، استولى نادر شاه وقواته على قندهار في حصار قندهار، آخر معقل هوتكي، من حسين الهوتكي. بعد فترة وجيزة، غزت القوات الفارسية والأفغانية الهند، ونهب نادر شاه دلهي برفقة قائده أحمد شاه الدراني البالغ من العمر 16 عامًا والذي ساعده في هذه الحملات، واغتيل نادر شاه عام 1747م.

### صعود الإمبراطورية الدورانية
بعد وفاة نادر شاه عام 1747م، عاد أحمد شاه الدراني إلى قندهار مع كتيبة قوامها 4000 من البشتون. وقد «قبلت عائلة العبدلي بالإجماع» أحمد شاه كزعيمٍ جديدٍ لهم. مع صعوده عام 1747م، قاد أحمد شاه عدة حملات ضد إمبراطورية المغول، وإمبراطورية المراثا، ثم الإمبراطورية الأفشارية المتراجعة. استولى أحمد شاه على كابول وبيشاور من الحاكم المغولي المعين ناصر خان. ثم غزا أحمد شاه هرات عام 1750م، واستولى أيضًا على كشمير عام 1752م. شن أحمد شاه حملتين على خراسان، (1750-1751) و (1754-1755). حيث شهدت الأولى حصار مشهد، لكنه اضطر إلى التراجع بعد أربعة أشهر. في نوفمبر 1750م، تحرك لحصار نيسابور، لكنه لم يتمكن من الاستيلاء على المدينة واضطر إلى التراجع بعد خسائر فادحة في أوائل عام 1751. عاد أحمد شاه عام 1754م؛ استولى على تون، وفي 23 يوليو حاصر مشهد مرة أخرى. سقطت مشهد في 2 ديسمبر، ولكن أعيد تعيين شاروخ في عام 1755م. واضطر للتخلي عن تورشيز وباخرز وجام وخاف وتربت حيدري للأفغان، وكذلك قبول السيادة الأفغانية. بعد ذلك، حاصر أحمد شاه نيسابور مرة أخرى، واستولى عليها.

#### أهداف وغزوات الهند

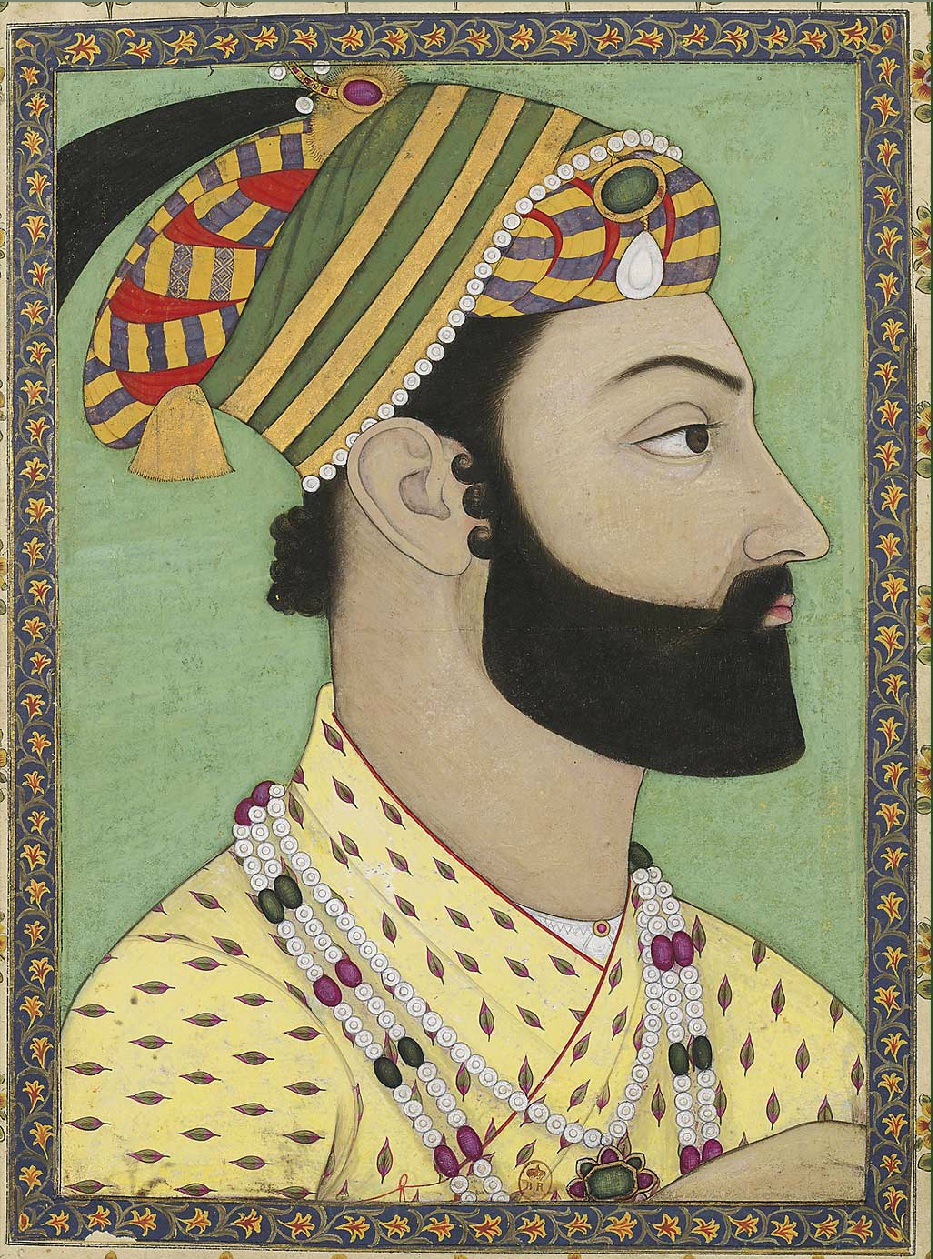
صورة لأحمد شاه الدراني ج. 1757.

غزا أحمد شاه الهند ثماني مرات خلال فترة حكمه. ومع الاستيلاء على بيشاور، كان لدى أحمد شاه نقطة ضرب مناسبة لقيادة حملاته العسكرية في البنجاب والهند.
سعى أحمد شاه إلى البحث عن أسباب متعددة لغزواته. لقد رأى أفغانستان في حالة يرثى لها، وهي في حاجة إلى التوسع واستغلال دولة مجاورة ضعيفة ولكنها غنية، لذلك سعى إلى البحث عن الأسباب اللازمة لملء خزانته في اقتصادٍ قائمٍ على الفتح. بدأ أحمد شاه غزوه الأول في عام 1748م. فعبر نهر السند، وقامت جيوشه بنهب لاهور واستيعابها في مملكة دوراني. التقى بجيوش المغول في معركة مانوبور (1748)، حيث هُزمِ وأجبر على التراجع عائداً إلى أفغانستان. وعاد في العام التالي عام 1749م واستولى على المنطقة المحيطة بلاهور والبنجاب معتبرًا ذلك انتصارًا أفغانيًا لهذه الحملة. ومن 1749 إلى 1767، قاد أحمد شاه ست غزوات أخرى، أهمها الأخيرة؛ خلقت معركة بانيبات الثالثة فراغًا في السلطة في شمال الهند، مما أوقف توسع مارثا.

### وفاة أحمد شاه وخلفائه
اعتلى تيمور شاه الدراني دوراني العرش في نوفمبر 1772، بعد أن هزم تحالفًا بقيادة شاه والي خان، رئيس الوزراء المؤثر في الإمبراطورية الدورانية، وهمايون ميرزا. بدأ تيمور شاه الدراني حكمه بتوطيد سلطته تجاه نفسه والأشخاص الموالين له، وتطهير دوراني ساردار وزعماء القبائل المؤثرين في كابول وقندهار لجلب الدعم لنفسه. كان أحد إصلاحات تيمور شاه الدراني هو نقل عاصمة الإمبراطورية الدورانية من قندهار إلى كابول. وكانت كابول أفضل كقاعدة للعمليات لأنها كانت في الأساس قلب الإمبراطورية، وكابول هي العاصمة الحديثة لأفغانستان اليوم. خاض تيمور شاه الدراني سلسلة متعددة من التمردات لتوحيد الإمبراطورية والحفاظ عليها معًا، وقاد أيضًا حملات إلى البنجاب ضد السيخ مثل والده، ولكن بنجاح أكبر. أبرز مثال على معاركه خلال هذه الحملة كان عندما قاد قواته تحت قيادة زنكي خان دوراني - مع أكثر من 18,000 رجلٍ من الفرسان الأفغان والقزلباش والمغول - ضد أكثر من 60,000 رجلًا من السيخ. خسر السيخ أكثر من 30,000 في هذه المعركة وقاموا بعودة دوراني في منطقة البنجاب خسر آل دوراني ملتان عام 1772م بعد وفاة أحمد شاه. بعد انتصار تيمور شاه الدراني، تمكن تيمور شاه الدراني من فرض حصار على ملتان واستعادتها، ودمجها في الإمبراطورية الدورانية مرة أخرى، وأعاد دمجها كمقاطعة حتى حصار ملتان (1818م). خلف تيمور شاه الدراني الدوراني ابنه زمان شاه بعد وفاته في مايو 1793. أشرف عهد تيمور شاه الدراني على محاولة تحقيق الاستقرار وتوحيد الإمبراطورية. ومع ذلك، كان لتيمور شاه الدراني أكثر من 24 إبنًا، مما أدى إلى إغراق الإمبراطورية في حرب أهلية بسبب أزمات الخلافة.
تولى زمان شاه الدراني العرش بعد وفاة والده تيمور شاه الدراني. وثار ضده إخوته محمود شاه الدراني وهمايون ميرزا، وتمركز همايون في قندهار ومحمود شاه في هرات. هزم زمان شاه همايون وأجبر ولاء محمود شاه الدراني. ولتأمين موقعه على العرش، قاد زمان شاه ثلاث حملات إلى البنجاب. استولت الحملتان الأوليتان على لاهور، لكنه تراجع بسبب معلومات استخباراتية عن احتمال غزو قاجار. شرع زمان شاه في حملته الثالثة للبنجاب في عام 1800 للتعامل مع المتمرد رانجيت سينغ. إلا أنه اضطر إلى الانسحاب، وانتهى حكم زمان شاه على يد محمود شاه الدراني. ذلك، بعد أقل من عامين بقليل من حكمه، تم خلع محمود شاه الدراني من قبل شقيقه شاه شجاع دوراني (في 13 يوليو 1803). حاول شاه شجاع توحيد مملكة دوراني ولكن أخوه خلعه في معركة نيملا (1809م). هزم محمود شاه الدراني شاه شجاع وأجبره على الفرار، واغتصب العرش مرة أخرى. وبدأ عهده الثاني في 3 مايو 1809م.

#### سلالة باراكزاي والحروب البريطانية

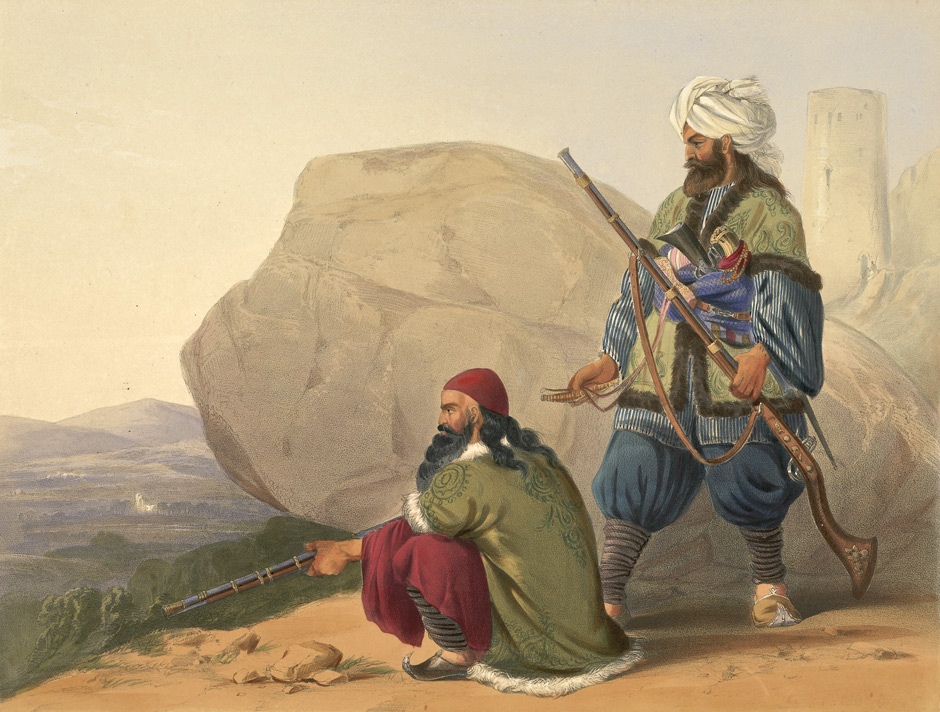
رجال القبائل الأفغانية عام 1841، رسمها الضابط البريطاني جيمس راتراي.

خريطة أفغانستان 1839-1863، تظهر الحرب الأنجلو-أفغانية الأولى، وتوحيد أفغانستان بقلم دوست محمد خان.

بحلول أوائل القرن التاسع عشر، كانت الإمبراطورية الأفغانية تحت تهديد الفرس في الغرب وإمبراطورية السيخ في الشرق. قام فاتح خان، زعيم قبيلة باراكزاي، بتثبيت العديد من إخوته في مناصب السلطة في جميع أنحاء الإمبراطورية، وكان معظمهم يحكمون كحكام للمدن والمقاطعات الكبرى. قُتل فاتح خان بوحشية عام 1818م على يد محمود شاه. ونتيجة لذلك، تمرد إخوة فاتح خان وقبيلة باراكزاي، ونشبت حرب أهلية بين الساداتوزاي والبراكزاي. خلال هذه الفترة المضطربة، انقسمت أفغانستان إلى دول عديدة. وشملت هذه إمارة قندهار، إمارة هراتوخانية قندوز وخانية ميمانة والعديد من الولايات الأخرى. وكانت أبرز دولة إمارة كابول، التي حكمها دوست محمد خان بعد أن أعلن نفسه أميراً في صيف عام 1826م، بعد أن اغتصب العرش من أخيه السلطان محمد خان. مُنح لاحقًا لقب أمير المؤمنين لشنه الجهاد ضد السيخ عام 1834م. مع انهيار الإمبراطورية الدورانية، ونفي أسرة سادوزا، ليُترك للحكم في هرات. وبينما كانت أفغانستان في هذه الفترة المضطربة من الحرب الأهلية، خسرت البنجاب وكشمير لصالح رانجيت سينغ حاكم إمبراطورية السيخ، الذي غزا خيبر بختونخوا في مارس 1823 واستولى على مدينة بيشاور بعد معركة ناوشيرا، ووضع سردار بيشاور تحت سلطته. (كان هذا أحد الكيانات العديدة التي انقسمت بعد انهيار الإمبراطورية الدورانية) في عام 1834، قاد دوست محمد خان العديد من الحملات، أولها حملة إلى جلال آباد، ثم تحالف مع إخوته المنافسين في قندهار لهزيمة شاه شجاع دوراني والبريطانيون في رحلة شجاع الملك. في عام 1837م، حاول دوست محمد خان احتلال بيشاور وأرسل قوة كبيرة بقيادة ابنه وزير أكبر خان، مما أدى إلى معركة جمرود بالقرب من ممر خيبر. فشل أكبر خان والجيش الأفغاني في الاستيلاء على حصن جمرود من جيش السيخ خالصة، لكنهم قتلوا قائد السيخ هاري سينغ نالوا، وبذلك أنهوا حروب السيخ الأفغانية. بحلول هذا الوقت كان البريطانيون يتقدمون من الشرق، مستفيدين من تراجع إمبراطورية السيخ بعد أن مرت بفترة من الاضطرابات الخاصة بها بعد وفاة رانجيت سينغ، والتي اشتبكت مع إمارة كابول فيأول صراع كبير خلال «اللعبة الكبرى».

في عام 1839، سارت قوة استكشافية بريطانية إلى أفغانستان، وغزت إمارة قندهار، وفي أغسطس 1839، استولت على كابول، مما أجبر دوست محمد على الاحتماء بينما كان يثير المقاومة. هزم دوست محمد خان البريطانيين في حملة باروان، لكنه استسلم بعد انتصاره. تم استبداله بحاكم دوراني السابق شاه شجاع دوراني كحاكم جديد لكابول، والذي كان، دون علمه، دمية في أيدي البريطانيين على العرش. في أعقاب الانتفاضة التي شهدت اغتيال شاه شجاع، تراجع عام 1842م عن كابول. بعد تعرض القوات البريطانية الهندية وإبادة جيش إلفينستون، والحملة العقابية في معركة كابول التي أدت إلى نهبها، تخلى البريطانيون عن محاولاتهم لإخضاع أفغانستان، مما سمح لدوست محمد خان بالعودة مسطرة. وقد أمضى معظم فترة حكمه في تعزيز أجزاء أفغانستان التي خسرتها في الحرب الأهلية الأفغانية التي اندلعت من عام 1793م إلى عام 1863م. وأطلق العديد من الحملات بعد عودته إلى السلطة في عام 1842، وحكم فقط من كابول وغزنة ومدن أخرى عندما قد عاد. قام دوست محمد بتوحيد معظم أراضي أفغانستان في فترة حكمه، وتأمين آخر ولاية كبرى، وهي هرات، في حملته الأخيرة. خلال حملاته لإعادة التوحيد، أقام علاقات ودية مع البريطانيين على الرغم من الضغوط الداخلية والخارجية لغزو البريطانيين أثناء تمرد السيبوي، وأكدوا وضعهم تجاه بعضهم البعض في المعاهدة الأنجلو-أفغانية الثانية عام 1857. توفي دوست محمد في 9 يونيو 1863، بعد أسابيع قليلة من حملته للاستيلاء على هرات. سيتقاتل خلفاء دوست محمد من أجل عرش أفغانستان بين شير علي خان ومحمد أفضل خان ومحمد عزام خان في الحرب الأهلية الأفغانية (1863–1869). انتصر شير علي في هذه الحرب الأهلية واستمر في حكم المملكة حتى عام 1878م، عندما عاد البريطانيون في الحرب الأنغلو-أفغانية الثانية للقتال من أجل النفوذ الروسي المتصور في المنطقة. حل عبد الرحمن خان محل أيوب خان، الذي خلف شير علي خان بعد وفاته عام 1879م. سيطرت بريطانيا على علاقات أفغانستان الخارجية كجزء من معاهدة غانداماك عام 1879، مما جعلها دولة محمية بريطانية رسمية. في عام 1893م، وقع الأمير عبد الرحمن اتفاقية تم بموجبها تقسيم أراضي البشتون والبلوش العرقية على خط دوراند، الذي يشكل الحدود الحديثة بين باكستان وأفغانستان. الهزارجت التي يهيمن عليها الشيعة وظلت كافرستان الوثنية مستقلة سياسيًا حتى غزاها عبد الرحمن خان في 1891-1896. كان يُعرف بـ «الأمير الحديدي» لملامحه وأساليبه القاسية ضد القبائل. واعتبر خطوط السكك الحديدية والتلغراف القادمة من الروس والبريطانيين بمثابة أحصنة طروادة، وبالتالي منع تطوير السكك الحديدية في أفغانستان. توفي عام 1901 وخلفه ابنه حبيب الله خان.
كيف يمكن لدولة صغيرة مثل أفغانستان، التي هي مثل عنزة بين هؤلاء الأسود (بريطانيا وروسيا) أو حبة قمح بين حجري رحى قويتين من الطاحونة، أن تقف في منتصف الحجارة دون أن تطحن إلى غبار؟؟

— عبد الرحمن خان، الأمير الحديدي عام 1900. 

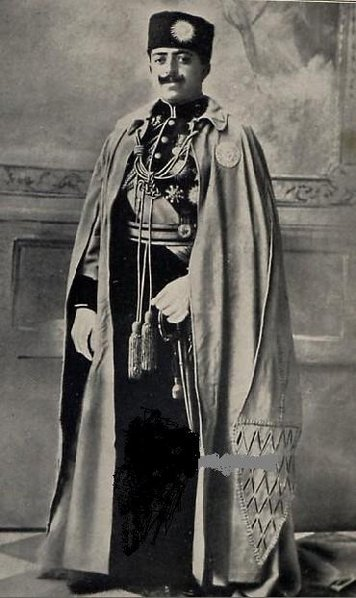
غزا الأمير أمان الله الهند البريطانية عام 1919 وأعلن استقلال أفغانستان الكامل بعد ذلك. أعلن نفسه ملكًا على أفغانستان في يونيو 1926.

خلال الحرب العالمية الأولى، عندما كانت أفغانستان محايدة، التقى حبيب الله خان بمسؤولين من القوى المركزية في بعثة نيدرماير-هنتيغ. ودعوا أفغانستان إلى إعلان الاستقلال الكامل عن المملكة المتحدة، والانضمام إليهم ومهاجمة الهند البريطانية، كجزءٍ من المؤامرة الهندوسية الألمانية. فشلت الجهود الرامية إلى ضم أفغانستان إلى القوى المركزية، لكنها أثارت استياء السكان بشأن الحفاظ على الحياد مع البريطانيين. اغتيل حبيب الله أثناء رحلة صيد في فبراير 1919، وتولى أمان الله خان السلطة في النهاية. كان أمان الله خان مؤيدًا قويًا لبعثات 1915-1916، وأثار الحرب الأنجلو-أفغانية الثالثة، ودخل الهند البريطانية عبر ممر خيبر.
بعد انتهاء الحرب الأنغلو-أفغانية الثالثة وتوقيع معاهدة روالبندي في 19 أغسطس 1919، أعلن الأمير أمان الله خان إمارة أفغانستان دولة ذات سيادة ومستقلة تمامًا. تحرك لإنهاء العزلة التقليدية لبلاده من خلال إقامة علاقات دبلوماسية مع المجتمع الدولي، وخاصة مع الاتحاد السوفيتي وجمهورية فايمار الألمانية. نصبَ نفسه ملكًا على أفغانستان في 9 يونيو 1926، عندما أصبحت إمارة أفغانستان مملكة أفغانستان. بعد جولة 1927-1928 في أوروبا وتركيا، أدخل العديد من الإصلاحات التي تهدف إلى تحديث أمته. كانت القوة الرئيسية وراء هذه الإصلاحات محمود ترزي، وهو مؤيد لتعليم المرأة. ناضل من أجل المادة 68 من دستور أفغانستان لعام 1923، والتي جعلت التعليم الابتدائي إلزاميًا. ألغيت مؤسسة العبودية في إمارة أفغانستان عام 1923. زوجة الملك أمان الله، الملكة ثريا، كانت شخصية مهمة خلال هذه الفترة في النضال من أجل تعليم المرأة وضد اضطهادها.
بعض الإصلاحات التي تم تطبيقها، مثل إلغاء البرقع التقليدي للنساء وافتتاح العديد من المدارس التعليمية المختلطة، سرعان ما أدت إلى نفور العديد من الزعماء القبليين والدينيين، وأدى ذلك إلى الحرب الأهلية الأفغانية (1928-1929). في مواجهة المعارضة المسلحة الساحقة، تنازل الملك أمان الله عن العرش في يناير 1929، وبعد فترة وجيزة سقطت كابول في أيدي القوات السقاوية بقيادة حبيب الله كلكاني. هزم الأمير محمد نادر شاه، ابن عم أمان الله بدوره كلكاني وقتله في أكتوبر 1929، وتم إعلانه نادر شاه ملكًا. ولقد تخلى عن إصلاحات الملك أمان الله لصالح نهج أكثر تدريجيًا للتحديث، لكنه اغتيل عام 1933 على يد عبد الخالق، وهو طالب من الهزارة يبلغ من العمر 15 عامًا وكان من الموالين لأمان الله.

تولى محمد ظاهر شاه، ابن نادر شاه البالغ من العمر 19 عامًا، العرش وحكم كملكٍ من عام 1933 إلى عام 1973. خلال الثورات القبلية في الفترة من 1944 إلى 1947، واجه عهد الملك ظاهر تحديًا من قبل رجال قبائل زادران وصافي ومانغال ووزير. بقيادة مزراك زدران، وسالماي، وميرزالي خان، من بين آخرين - وكان الكثير منهم من الموالين لأمان الله. كما تم السعي إلى إقامة علاقات وثيقة مع الدول الإسلامية تركيا والمملكة العراقية الهاشمية وإيران/بلاد فارس، في حين تم السعي إلى إقامة علاقات دولية أخرى من خلال الانضمام إلى عصبة الأمم. في عام 1934. شهدت الثلاثينيات تطوير الطرق والبنية التحتية وتأسيس بنك وطني وزيادة التعليم. لعبت روابط الطرق في الشمال دورًا كبيرًا في صناعة القطن والنسيج المتنامية. أقامت البلاد علاقات وثيقة مع قوى المحور، حيث كان لألمانيا النازية النصيب الأكبر في التنمية الأفغانية في ذلك الوقت، إلى جانب مملكة إيطاليا وإمبراطورية اليابان. 
لقد أدت أفغانستان الوظيفة في آسيا الوسطى التي أدتها كوريا ولاوس وكمبوديا في شرق وجنوب شرق آسيا: وهي نقطة اشتعال إقليمية لتصادم مصالح القوى العظمى.

–

#### التاريخ المعاصر

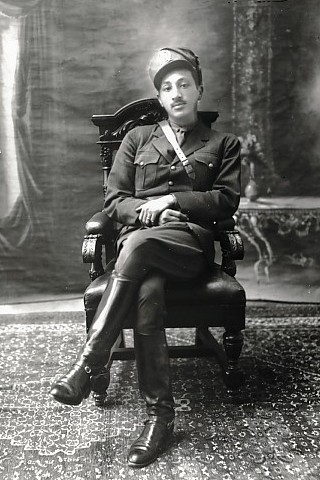
محمد ظاهر شاه، آخر ملوك أفغانستان، الذي حكم من عام 1933 إلى عام 1973.

بعد أن أنشأ داود الجمهورية الأفغانية في عام 1973، تولى أعضاء الحزب الديمقراطي الشعبي مناصب في الحكومة. في عام 1976، وضع داود خطة اقتصادية للبلاد مدتها سبعة أعوام. حيث استحدث برامج تدريب عسكرية مع الهند وباشر محادثات التنمية الاقتصادية مع إيران. سلّط داود انتباهه إلى دول الشرق الأوسط الغنية بالنفط مثل السعودية والعراق والكويت من بين دول أخرى للحصول على مساعدات مالية.
تدهورت العلاقات مع الاتحاد السوفيتي أثناء رئاسة داود. إذ رأوا أن تحول داود إلى قيادة أكثر صداقة للغرب أمر خطير، بما في ذلك ما قام به داود من انتقاد عضوية كوبا في حركة عدم الانحياز وطرد المستشارين العسكريين والاقتصاديين السوفيت. ساهم قمع المعارضة السياسية في انقلاب الحزب الديمقراطي الشعبي المدعوم من الاتحاد السوفيتي ضده، وهو حليف مهم في انقلاب عام 1973 ضد الملك.
حقق داود في عام 1978 القليل مما اعتزم إنجازه. لم يحرز الاقتصاد الأفغاني أي تقدم فعلي ولم يرتقِ مستوى المعيشة في أفغانستان. تلقى داود الكثير من الانتقادات لدستور حزبه الواحد عام 1977 والذي جعله بمعزل عن مؤيديه السياسيين.

#### الجمهورية الديمقراطية والحرب السوفيتية

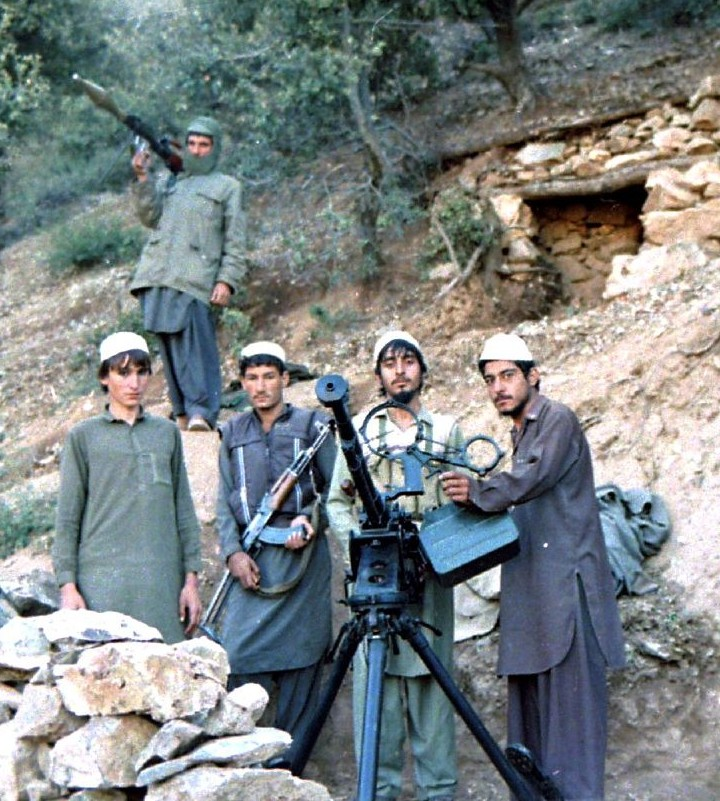
أفغانستان، كونار أكتوبر 1987، ملجأ الجمعية الإسلامية والمجاهدين الأفغان.

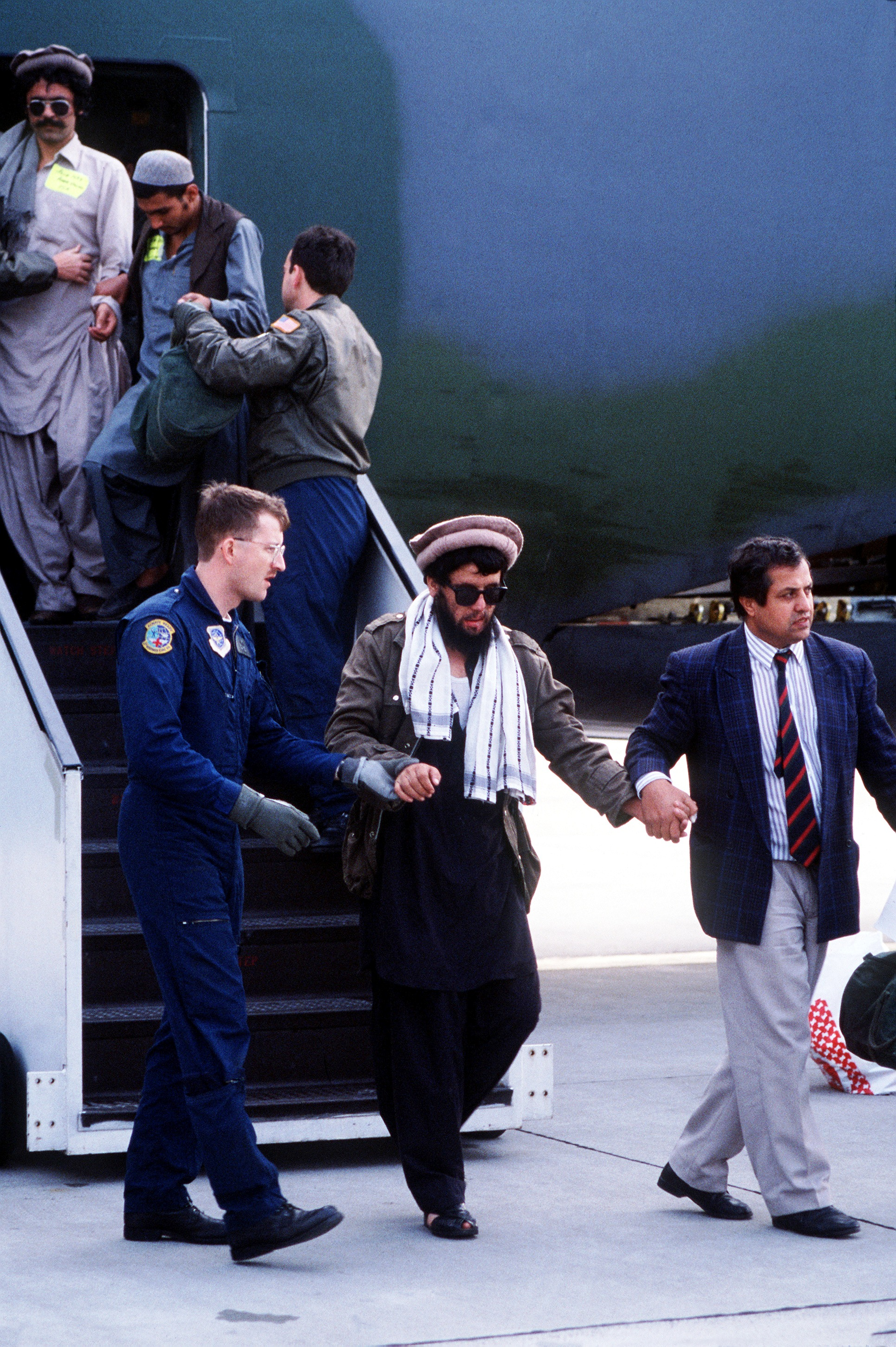
دعمت الولايات المتحدة المجاهدين الأفغان ضد الحكومة الشيوعية الموالية للإتحاد السوفيتي ثم أعلنت الحرب عليهم فيما يسمي بالحرب على الإرهاب.

بحلول عام 1978 تم تأسيس جمهورية أفغانستان الديمقراطية بقيادة الحزب الديمقراطي الشعبي الأفغاني الذي أعلن تطبيق النظام الشيوعي، شعر الأفغان بخيبة أمل إزاء حكومة داود التي «لا تفعل شيئًا»، وحدد البعض المسؤولين الحكوميين في الحزب الديمقراطي الشعبي وحدهم بالإصلاح الاقتصادي والاجتماعي. بحلول هذا الوقت، توصل الفصيلان الرئيسيان للحزب الديمقراطي الشعبي، المتنازعان سابقًا على السلطة، إلى اتفاق هش للمصالحة. خطط ضباط الجيش المتعاطفون مع الشيوعيين آنذاك للتحرك ضد الحكومة. وفقًا لما ذكره حفيظ الله أمين، الذي أصبح رئيسًا للدولة الأفغانية في عام 1979، بدأ الحزب الديمقراطي الشعبي التخطيط للانقلاب في عام 1976، أي قبل عامين من تنفيذه رفضت جميع القبائل الأفغانية وعلماؤها النظام الشيوعي، وعند إذن قامت الحكومة الشيوعية الجديده بمطاردة المعارضين وتصفية بعضهم بالقتل، ودخل الجيش السوفيتي أفغانستان للحفاظ على النظام الشيوعي ومنعه من الإنهيار وانقاذ حليفه في ظل المقاومة الشعبية ضد الشيوعية، وأعلنت كل من الصين وإيران والسعودية والولايات المتحدة وباكستان، الوقوف مع القبائل الأفغانية ضد الجيش السوفيتي حتى انسحابة عام 1989. وقد انهار النظام الشيوعي سنة 1992 باستقالة حكومة محمد نجيب الله واعدامه على يد حركة طالبان الأفغانية في 27 سبتمبر 1996.

#### الغزو الأمريكي والحرب في أفغانستان
لأفغانستان تاريخ طويل من الحروب الأهلية والخارجية، ومنذ رحيل السوفيت عام 1989، دارت رحى العديد من الحروب الداخلية في البلاد.
في 24 أبريل 1992، تم توقيع اتفاق عرف باسم اتفاق بيشاور من قبل أحزاب الاتحاد الإسلامي لمجاهدي أفغانستان السبعة وحزب الوحدة الشيعي والحركة الإسلامية محسني، فتم الاتفاق على تشكيل حكومة مؤقتة لمدة شهرين وعلى رأسها صبغة الله مجددي، ثم يتبعه ولمدة أربعة أشهر برهان الدين رباني. ولكن الحزب الإسلامي بقيادة حكمتيار والذي كان موالياً لباكستان رفض الاتفاقية بالرغم من أنه من الموقعين عليها. فهاجم كابل وانهارت الاتفاقية، وبقي رباني في رئاسة الدولة.
عادت الأحزاب المتناحرة لتجتمع في 7 مارس 1993 في إسلام أباد في باكستان بعد حرب ضروس ومعارك طاحنة في كابل، وتم توقيع اتفاقية عرفت باتفاقية إسلام أباد، وشاركت فيها السعودية وباكستان، ونصت الاتفاقية على أن لرباني رئاسة الدولة لمدة ثمانية عشرة شهرًا، وقلب الدين حكمتيار يتولى رئاسة الوزراء، وأن يتم وقف إطلاق النار. ولكن الاتفاقية لم تنفذ بسبب اندلاع القتال من جديد بين رباني وحكمتيار بسبب الاتهامات المتبادلة بين الحزب الإسلامي والجمعية.
في الأول من يناير عام 1994 تعرض برهان الدين رباني لمحاولة انقلاب من تحالف بين حكمتيار وعبد الرشيد دوستم وصبغة الله مجددي وحزب الوحدة الشيعي، ولكن الانقلاب فشل، من قبل أحمد شاه مسعود وتم تجديد فترة حكم رباني لعام آخر في يوليو 1994. وفي نوفمبر 1994 بدأت طالبان بالظهور، وخلال عامين سيطرت على معظم مناطق أفغانستان ودخلت كابول عام 1996 وأعلنت نفسها الحاكمة للبلاد بإزاحة رباني وحكمتيار الذي وقع مع رباني اتفاقية عام 1996 أيضا تقضي بالعمل المشترك واقتسام السلطة. واستمرت سيطرة طالبان حتى بدأت القوات الأمريكية بضرب قوات طالبان في 7 أكتوبر 2001 وذلك بسبب هجمات 11 سبتمبر 2001 التي استهدفت برجي التجارة العالميين.

#### هجوم حركة طالبان 2021 م / 1442هـ

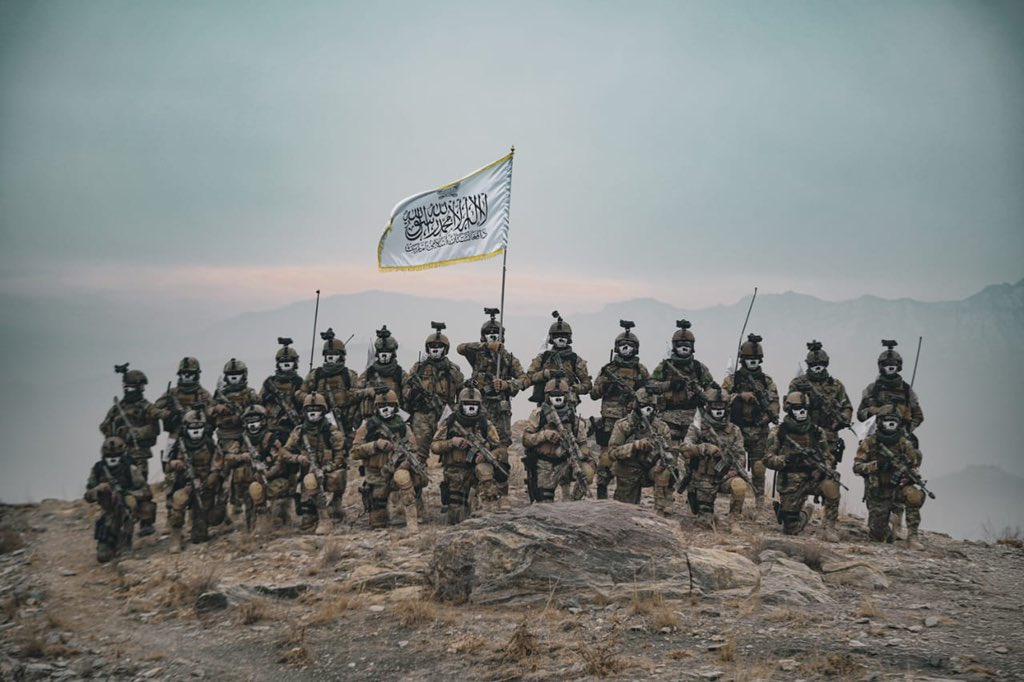
الجيش الإسلامي لحركة طالبان بعد هزيمة الجيش الوطني الأفغاني وإعلان قيام الإمارة الإسلامية

في 14 أبريل 2021، أعلن الأمين العام لحلف شمال الأطلسي ينس ستولتنبرغ أن الحلف وافق على بدء سحب قواته من أفغانستان بحلول الأول من مايو 2021، وبعد وقت قصير من بدأ الانسحاب وبعد 20 عاماً من الحرب، في مايو 2021 شنت قوات حركة طالبان الأفغانية هجوم ضد الحكومة الأفغانية حيث استولت على العاصمة كابول في 15 أغسطس 2021 وتم إجلاء العديد من الدبلوماسيين الأجانب ومسؤولي الحكومة الأفغانية بمن فيهم الرئيس أشرف غني وأعلنت في 19 أغسطس 2021 الموافق 6 محرم 1443هـ سيطرتها على معظم أراضي أفغانستان وسقوط جمهورية أفغانستان الإسلامية وعودة إمارة أفغانستان الإسلامية» وأصبح زعيم الحركة هبة الله آخند زاده رسمياً أميراً للبلاد.

## السياسة
بعد الانهيار الفعلي لجمهورية أفغانستان الإسلامية خلال هجوم طالبان عام 2021، أعلنت طالبان البلاد إمارة إسلامية. وتم الإعلان بعدها عن حكومة تصريف أعمال جديدة في 7 سبتمبر من نفس العام، اعتبارًا من 8 سبتمبر 2021، لم تعترف أي دولة أخرى رسميًا بإمارة أفغانستان الإسلامية كحكومة لأفغانستان.

### القوات المسلحة
بعد الإنهيار التام للجيش الوطني الأفغاني، أعلنت حركة طالبان الحاكمة إعادة تأسيس القوات المسلحة للإمارة الإسلامية رسميًا في 8 نوفمبر 2021.

## الجغرافيا

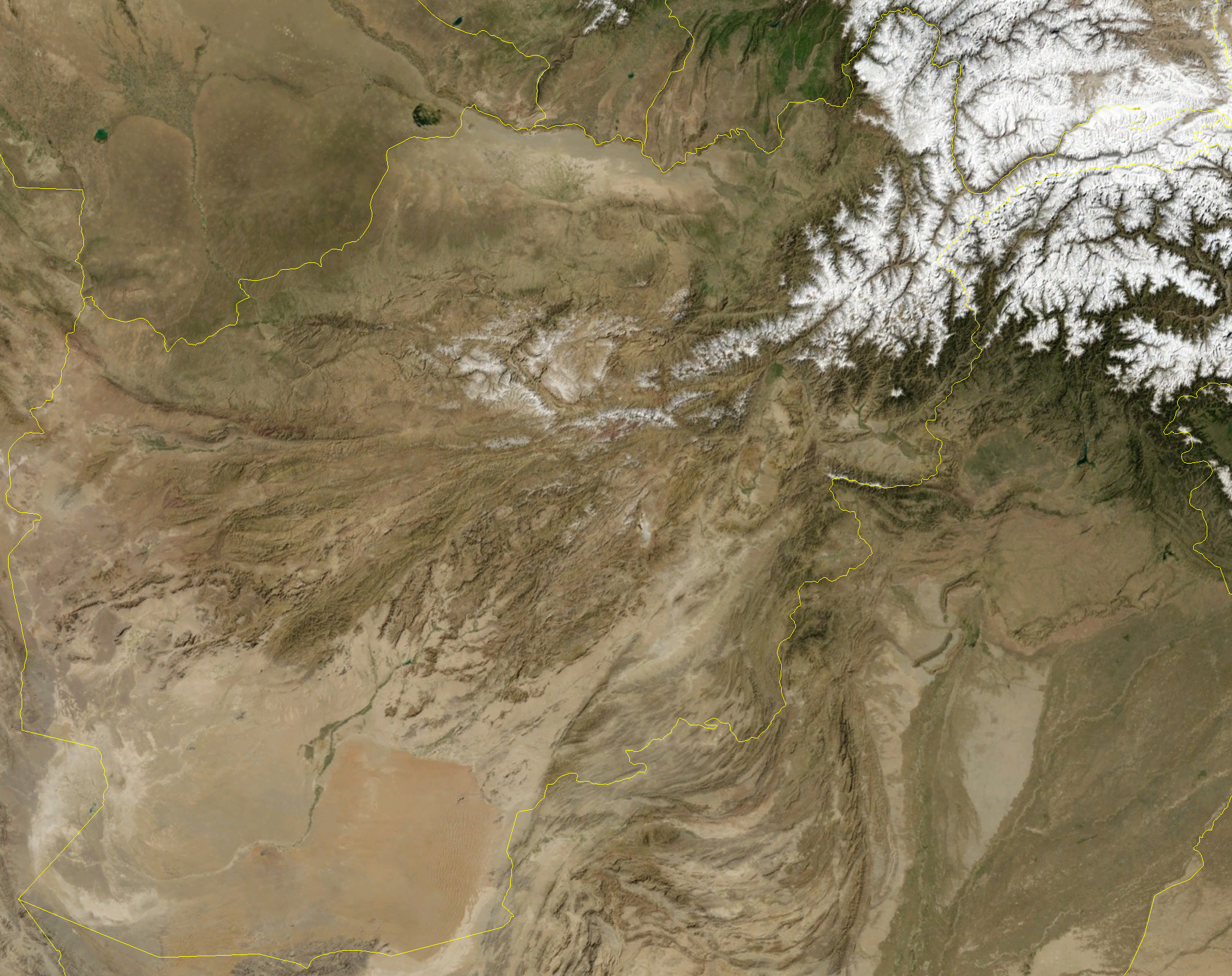
صورة فضائية القمر الصناعي لأراضي أفغانستان.

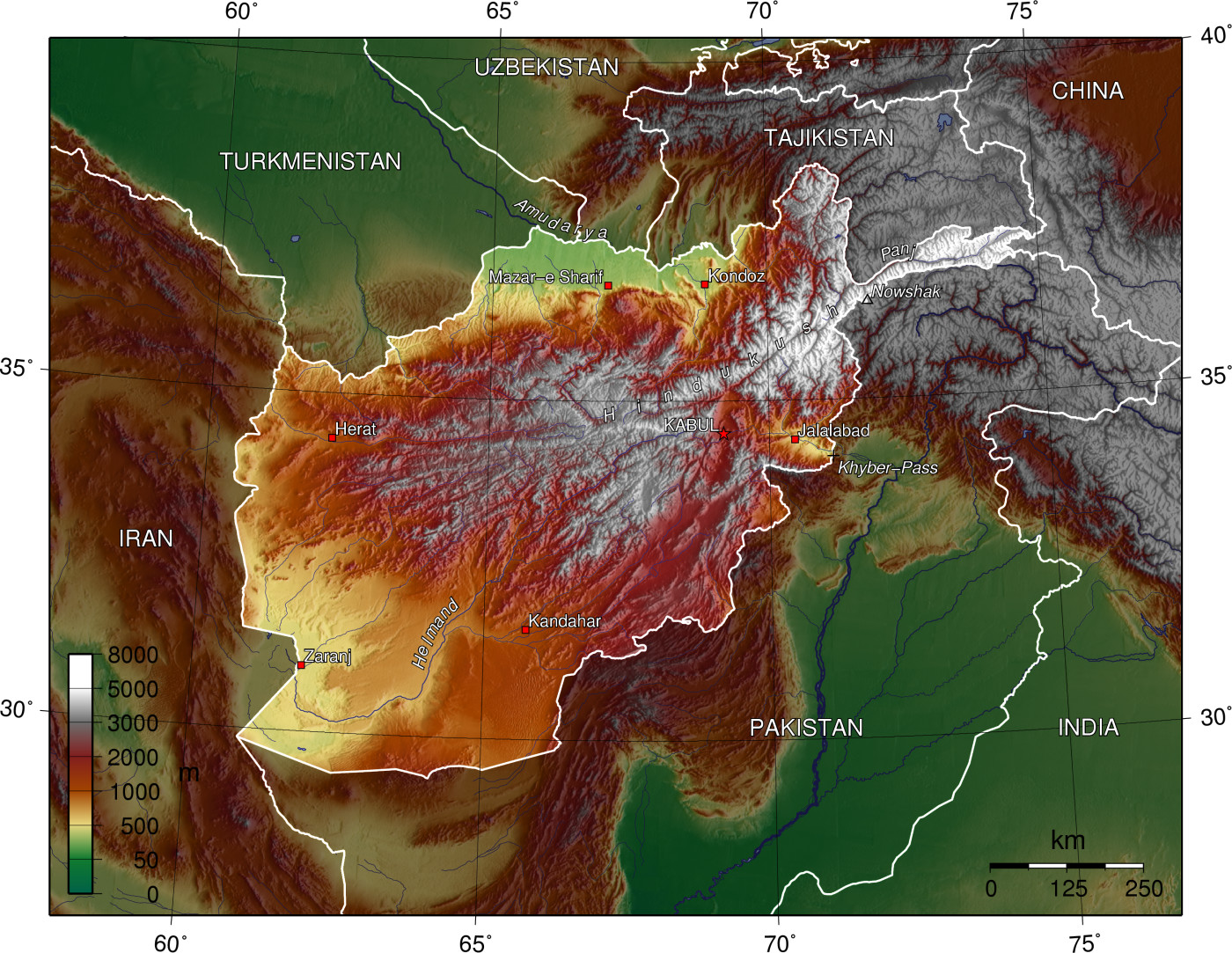
تضاريس أفغانستان.

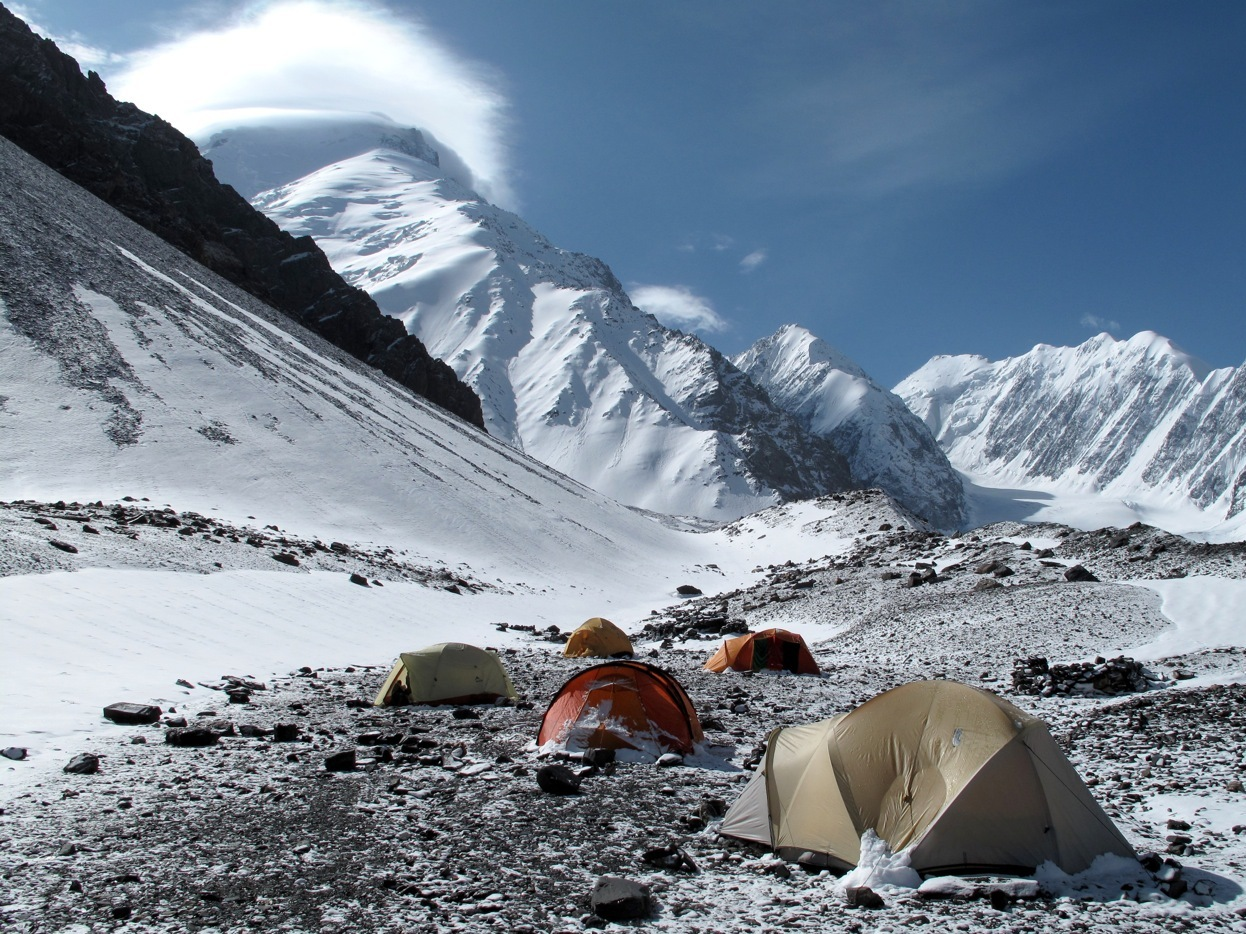
قمة نوشاخ هي ثاني أعلى قمة في جبال هندو كوش بارتفاع 7492 مترًا (24,580 قدمًا) بعد تراجمير، وأعلى قمة في البلاد وتقع في منطقة بدخشان.

تبلغ مساحة أفغانستان نحو 652٫867 كيلومتراً مربعًا، ولها حدود مشتركة مع باكستان وإيران وتركمانستان وأوزبكستان وطاجيكستان والصين. ومع ذلك فإن أفغانستان دولة حبيسة لا سواحل لها على البحار.
طبيعة الأرض جبلية وعرة بشكل عام مع سهول في الشمال والجنوب الغربي، وأعلى نقطة ارتفاعًا في البلاد هي نوشاخ بارتفاعِِ يبلغ 7,492 متراً فوق مستوى سطح البحر. تشمل موارد البلاد الطبيعية الفحم والنحاس وخام الحديد والليثيوم واليورانيوم والعناصر الأرضية النادرة والكروميت والذهب والزنك والتلك والباريت والرصاص الكبريت والرخام والأحجار الكريمة وشبه الكريمة والغاز الطبيعي والبترول.
لأفغانستان مجموعة من البيئات الطبيعية، منها الجبلية والصحراوية والسهول والوديان الخصبة. وللبلاد ثلاث مناطق رئيسية:
- السهول الشمالية.
- الجبال الوسطى، وتشكل حوالي ثلثي مساحة البلاد.
- المناطق المنخفضة الجنوبية، التي تتكون بشكل رئيسي من مناطق صحراوية وشبه صحراوية.

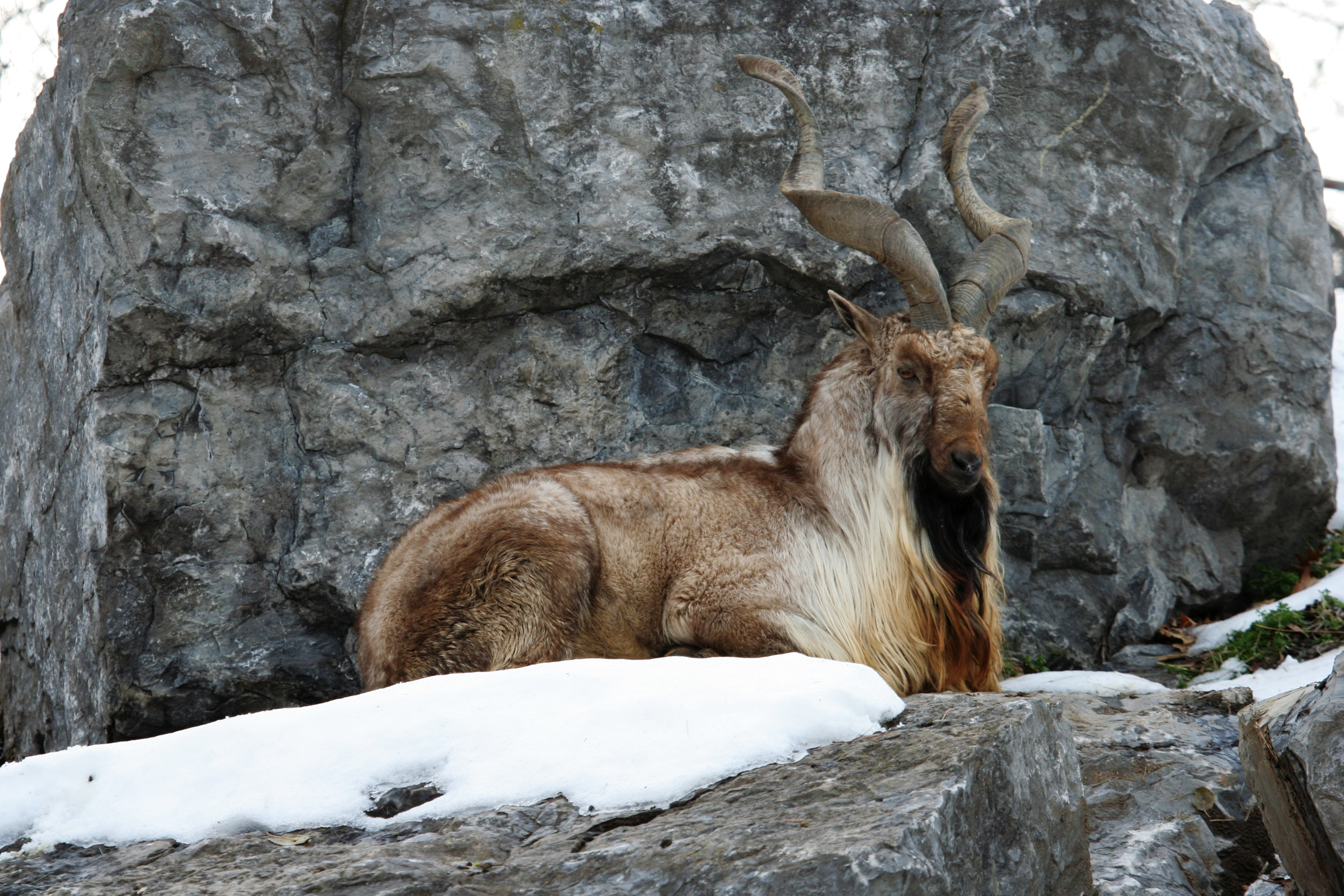
وعل مارخور أحد الوعول النادرة في أفغانستان وباكستان.

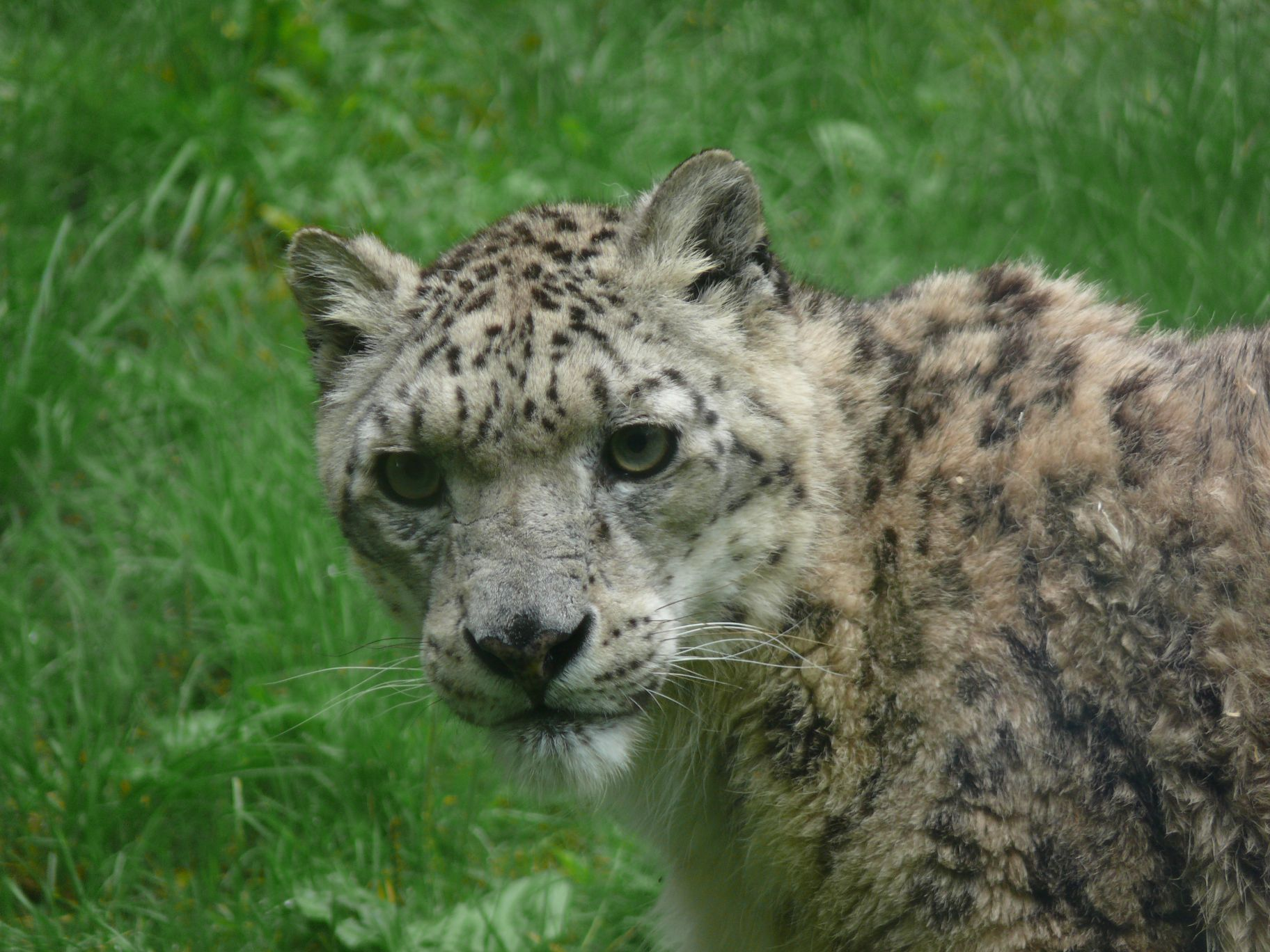
نمر الثلج.

### المناخ

خريطة تصنيف «كوبن» للمناخ للمناطق في أفغانستان.

لأفغانستان مناخ قاري قاسي الشتاء، يميز البرد المرتفعات، الصيف دافئ بإستثناء المرتفعات الأكثر عُلُوًا، معظم البلاد جافة أو شبه جافة، والأمطار خفيفة تسقط عادةً في الشتاء والربيع، ولا تسقط أي أمطار بين شهري يونيو وأكتوبر. مناخ أفغانستان قاري، حيث تتراوح درجات الحرارة بين 30 درجة مئوية في الصيف و-20 درجة مئوية في الشتاء. في الربيع، يمكن أن يؤثر الصقيع المتأخر على الزراعة، وخاصة إنتاج الفاكهة.

## التقسيمات الإدارية

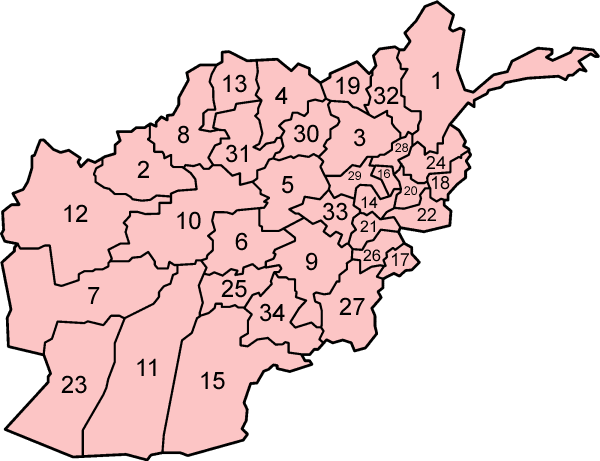
ولايات أفغانستان.

تتألف أفغانستان - إداريًا - من 34 ولاية، مع وجود كل ولاية عاصمتها الخاصة وإدارة الولايات. تنقسم الولايات إلى ما يقرب من 398 منطقة إقليمية (مقاطعة)، كل منها يغطي عادة المدينة أو عدد من القرى. ويمثل كل دائرة من قبل حاكم المقاطعة.
يعين أمير أفغانستان (رئيس أفغانستان سابقاً) حكام المقاطعات، ويتم اختيار حكام المقاطعات من قبل حكام المقاطعات. حكام المقاطعات وممثلين عن الحكومة المركزية في كابول، وهي المسؤولة عن جميع المسائل الإدارية والرسمية داخل ولايتهم. وهناك أيضا مجالس المحافظات التي انتخبت من خلال انتخابات مباشرة وعامة لمدة أربع سنوات. وظائف مجالس الولايات ومن المقرر أن يشارك في التخطيط للتنمية المحلية، والمشاركة في رصد وتقييم مؤسسات الحكم الأخرى المحافظات.
وفقا للمادة 140 من الدستور والمرسوم الرئاسي على قانون الانتخابات، ينبغي انتخاب رؤساء بلديات المدن من خلال انتخابات حرة ومباشرة لمدة أربع سنوات. ومع ذلك، نظرًا لتكاليف الانتخابات ضخمة، لم تُجرَ الانتخابات البلدية، بدلاً من ذلك، تم تعيين رؤساء البلديات من قبل الحكومة. أما بالنسبة للعاصمة كابول، يتم تعيين رئيس البلدية من قبل رئيس أفغانستان.
وفيما يلي قائمة بأسماء المقاطعات الأربعة والثلاثون في أفغانستان وفقا للترتيب الأبجدي على اليمين وهو عبارة عن خريطة تظهر أين تقع كل محافظة:
| 1. ولاية بدخشان 2. ولاية بادغيس 3. ولاية بغلان 4. ولاية بلخ 5. ولاية باميان 6. ولاية دايكندي 7. ولاية فراه 8. ولاية فارياب 9. ولاية غزني 10. ولاية غور 11. ولاية هلمند 12. ولاية هرات 13. ولاية جوزجان 14. ولاية كابول 15. ولاية قندهار 16. ولاية كابيسا 17. ولاية خوست | 1. ولاية بكتيا 2. ولاية كنر 3. ولاية كندز 4. ولاية لغمان 5. ولاية لوكر 6. ولاية ننكرهار 7. ولاية نيمروز 8. ولاية نورستان 9. ولاية أروزكان 10. ولاية بكتيكا 11. ولاية بنجشير 12. ولاية بروان 13. ولاية سمنكان 14. ولاية سربل 15. ولاية تخار 16. ولاية زابل 17. ولاية وردك |

## السكان
قُدر عدد سكان أفغانستان بنحو 34,9 مليون نسمة إعتبارًا من عام 2023. وكان عدد سكان العاصمة كابول منهم نحو 4,9 ملايين. حوالي 23.9% من سكان البلاد من سكان المناطق الحضرية، و71.4% يعيشون في المناطق الريفية، والباقي 4.7% هم من البدو الرحل.

### تركيبة السكان
يتكون سكان أفغانستان من عدة مجموعات عرقية هي:
- البشتون: وهم الأفغان[58][59] ما بين 40 إلى 50%.[57][60][61][62][63]
- الطاجيك حوالي 37%.[64]
- الهزارة حوالي 9%.[57][65]
- التركمان حوالي 2%.[66][67]
- الأوزبك حوالي 9%.[57]
- مجموعات أخرى 2,5%.[ز]

### اللغة
يتحدث سكان أفغانستان عدّة لغات بالتوزيع الآتي:

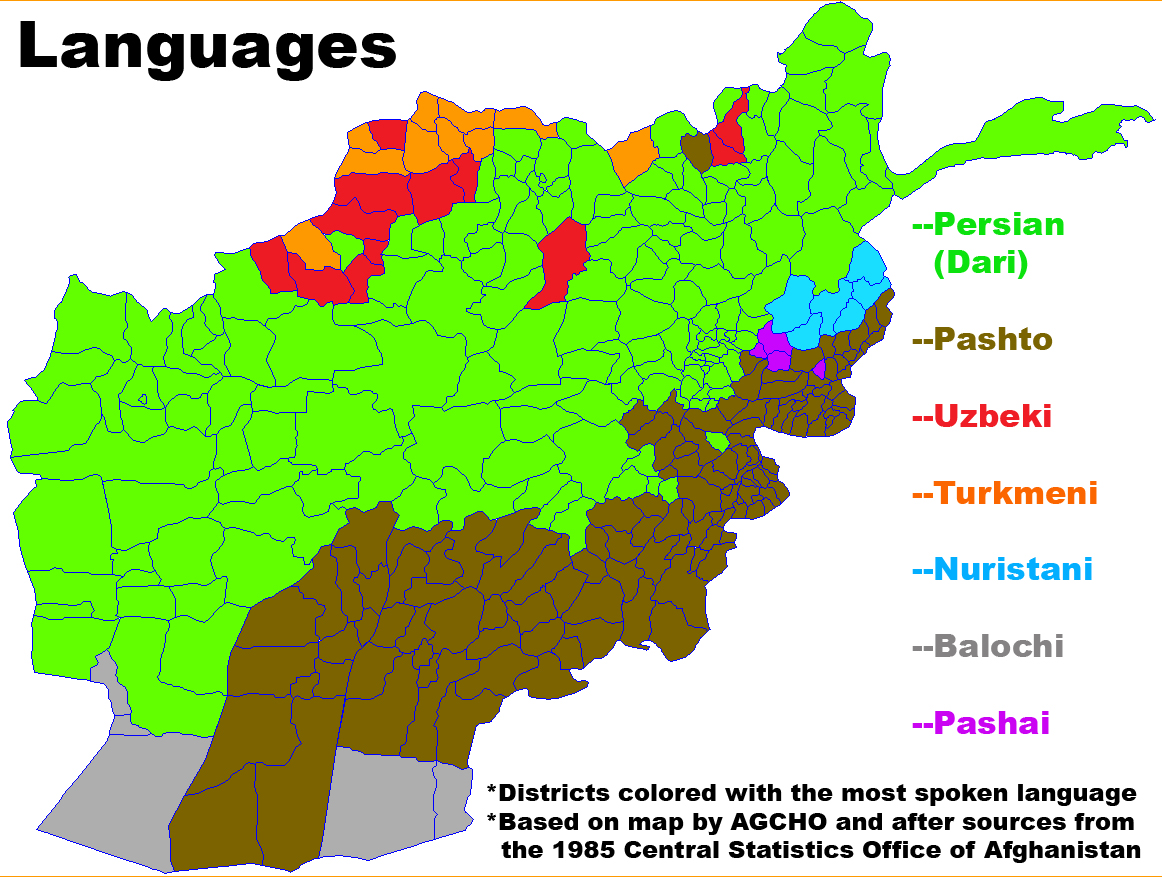
آخر إحصاء رسمي لتوزيع اللغات في أفغانستان، طبقاً لإدارة الإحصاء المركزية سنة 1985.

- اللغة الفارسية الدرية، يتحدث بها 77% من السكان، وتعتبر لغة التواصل المشترك.[68]
- «اللغة البشتونية»، يتحدث بها 47% من السكان وتعرف أيضًا باللغة الأفغانية[69]
- اللغة الأوزبكية 11%، ويعيشون في بعض مدن الشمال.[69][70]
- الإنجليزية 6%[69]
- التركمانية 3%[69]
- الآردو 3%[69] وهي ليست لغة محلية.
- اللغة البشائية 1%[69]
- النورستانية 1%[69]
- اللغة العربية 1% وهم قلة يعيشون في مدينة مزار شريف.[69]
- اللغة البلوشية 1% وتستخدمها الأقلية البلوشية في نيمروز وهلمند.[69][71] [ح]

### الدين

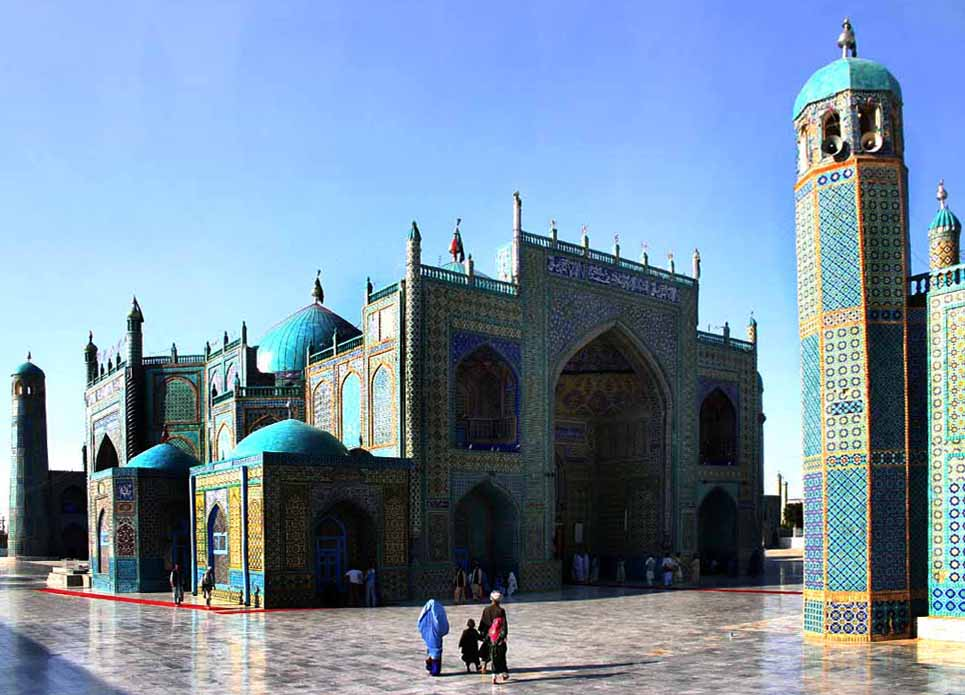
المسجد الأزرق في مزار شريف هو أكبر مسجد في أفغانستان.

تعتبر أفغانستان دولة إسلامية يبلغ تعداد المواطنين المسلمين فيها ٪85 من مجموع السكان، ٪90 منهم يتبعون الإسلام السني. حسب كتاب حقائق العالم، يشكل المسلمون السنة بين 84.7 - 89.7 ٪ من السكان، أما المسلمون الشيعة فتبلغ نسبتهم بين 10-15%. وبغض النظر عن المسلمين، تشكل نسبة ٪0,3 مجموع الأقليات الصغيرة من السيخ والهندوس وغيرهم.
وتعتبر معركة نهاوند سنة 21هـ – 624م بقيادة نعمان بن مقرن المزني – إحدى المعارك الحاسمة التي كانت بين المسلمين من جهة وبين الإمبراطورية الساسانية من جهة أخرى، وقد كان لهذه المعركة الدور البارز والحاسم في نشر الإسلام وفتح أبواب فارس والمشرق الإسلامي كله – ومنها أفغانستان – ولذلك أطلق المسلمون على هذه المعركة اسم: فتح الفتوح. ولا يمكن القول: إن فتح بلاد أفغانستان كان من معركة واحدة أو بقيادة قائد واحد، وإنما الحق الذي يقرره التاريخ أن بلاد أفغانستان فتحت على مراحل عدة على يد قادة كثيرين من قادة الفتح الإسلامي.

### المطبخ

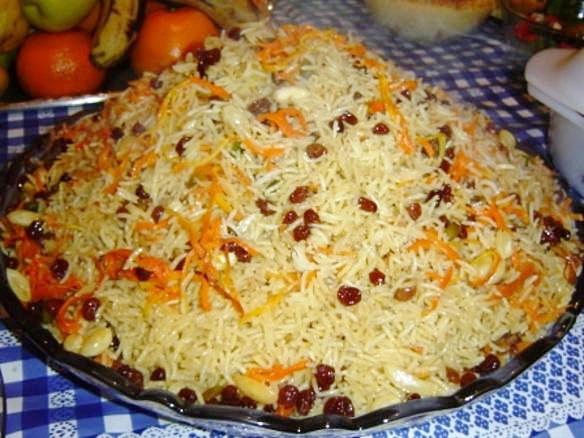
قابولي بالاو، من أشهر الأطباق الأفغانية ويعد الطبق الوطني في أفغانستان.

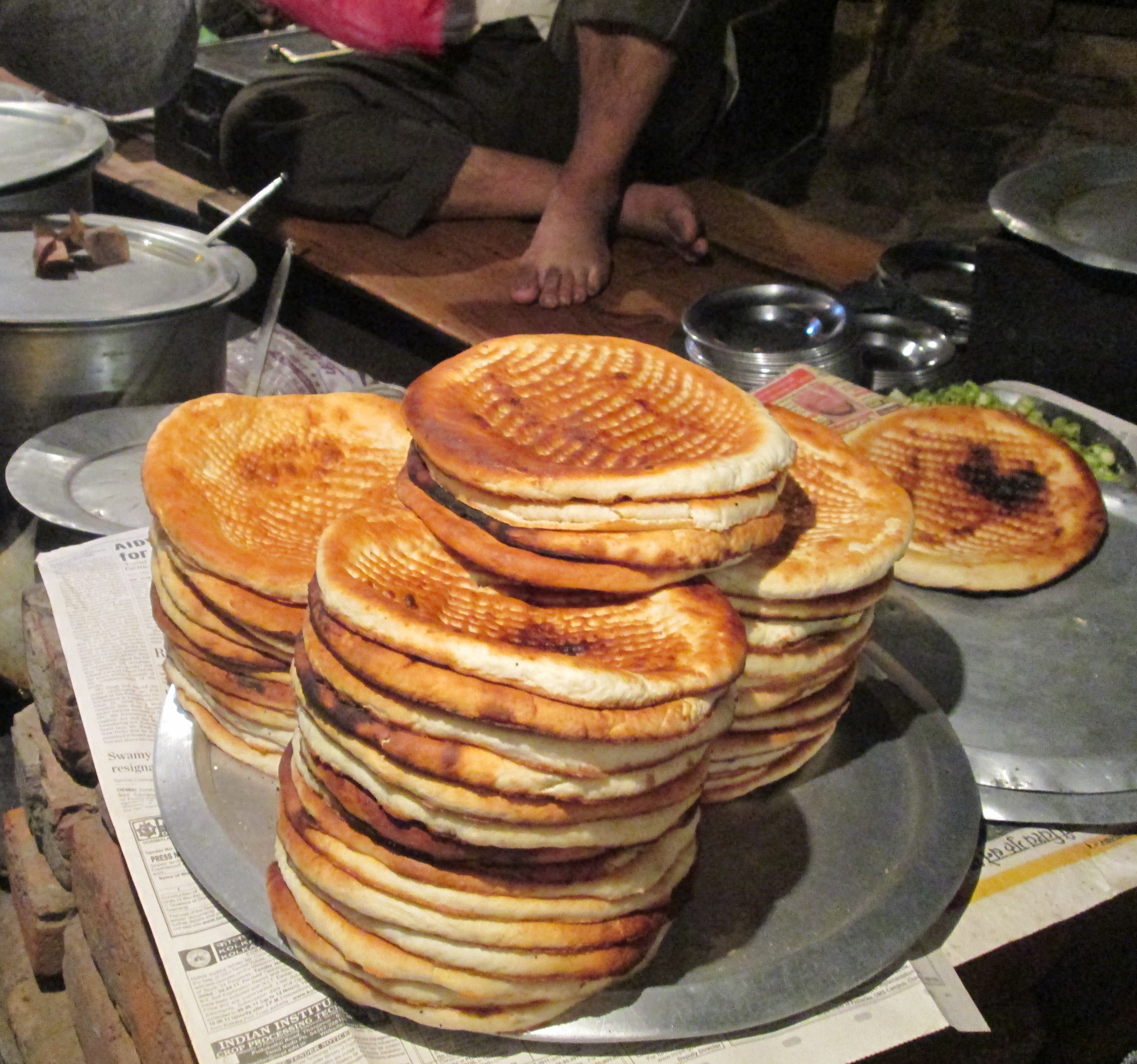
خبز النان، يعد أكثر أنواع الخبز إنتشاراً في أفغانستان.

## الاقتصاد

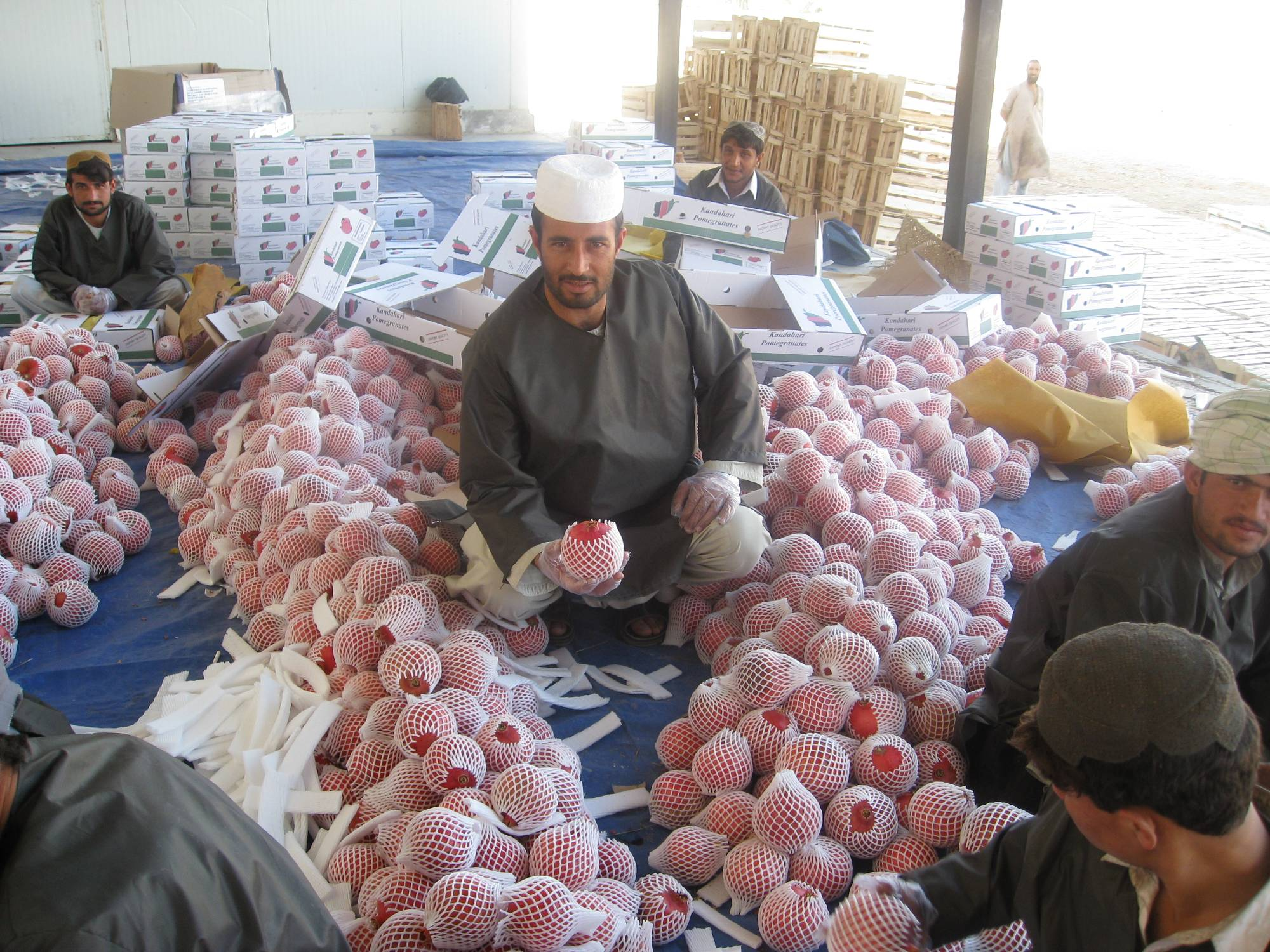
عمال يقومون بتعبئة الرمان في أفغانستان.

أفغانستان هي عضو في رابطة دول جنوب آسيا للتعاون الإقليمي (سارك)، ومنظمة التعاون الاقتصادي (إكو) ومنظمة المؤتمر الإسلامي (أويك). تعد أفغانستان من الدول المعدمة، حتى أنها واحدة من أفقر دول العالم وأقلها نمواً. حيث يعيش ثلثي السكان على أقل من 2 دولار أمريكي يوميًا. عانت أفغانستان أقتصاديًا بشكل كبير من الغزو السوفيتي عام 1979 وما تلاه من صراعات، بينما زاد الجفاف الشديد في الفترة 1998-2001 من الصعوبات التي تواجهها الأمة.
بلغ الناتج المحلي الإجمالي الاسمي لأفغانستان 17.329 مليار دولار في عام 2023، أو 91.668 مليار دولار حسب تعادل القوة الشرائية (PPP). ويبلغ نصيب الفرد من الناتج المحلي الإجمالي 2,174 دولارًا (PPP) و411 دولارًا حسب الاسمي. وعلى الرغم من وجود 1 تريليون دولار أو أكثر من الرواسب المعدنية، إلا أنها تظل واحدة من أقل دول العالم نموًا. وقد تم الاستشهاد بالجغرافيا الطبيعية الوعرة لأفغانستان ووضعها غير الساحلي كأسباب لكون البلاد دائمًا من بين أقل الدول نموًا في العصر الحديث - وهو عامل يتباطأ فيه التقدم أيضًا بسبب الصراع المعاصر وعدم الاستقرار السياسي. تستورد البلاد سلعًا تزيد قيمتها عن 7 مليارات دولار ولكنها تصدر 784 مليون دولار فقط، معظمها من الفواكه والمكسرات. ولديها 2.8 مليار دولار من الديون الخارجية. ساهم قطاع الخدمات بأكبر قدر في الناتج المحلي الإجمالي (55.9٪) يليه الزراعة (23٪) والصناعة (21.1٪).
يُعد المصرف المركزي الأفغاني بمثابة البنك المركزي للدولة وأفغاني (AFN) هو العملة الوطنية، وقيمتها تتحسن بسعر صرف يبلغ حوالي 75 أفغانيًا مقابل 1 دولار أمريكي. يعمل عدد من البنوك المحلية والأجنبية في البلاد، بما في ذلك بنك أفغانستان الدولي، وبنك كابول الجديد، وبنك عزيزي، وبنك باشتاني، وبنك ستاندرد تشارترد، وبنك فيرست ميكرو فاينانس.

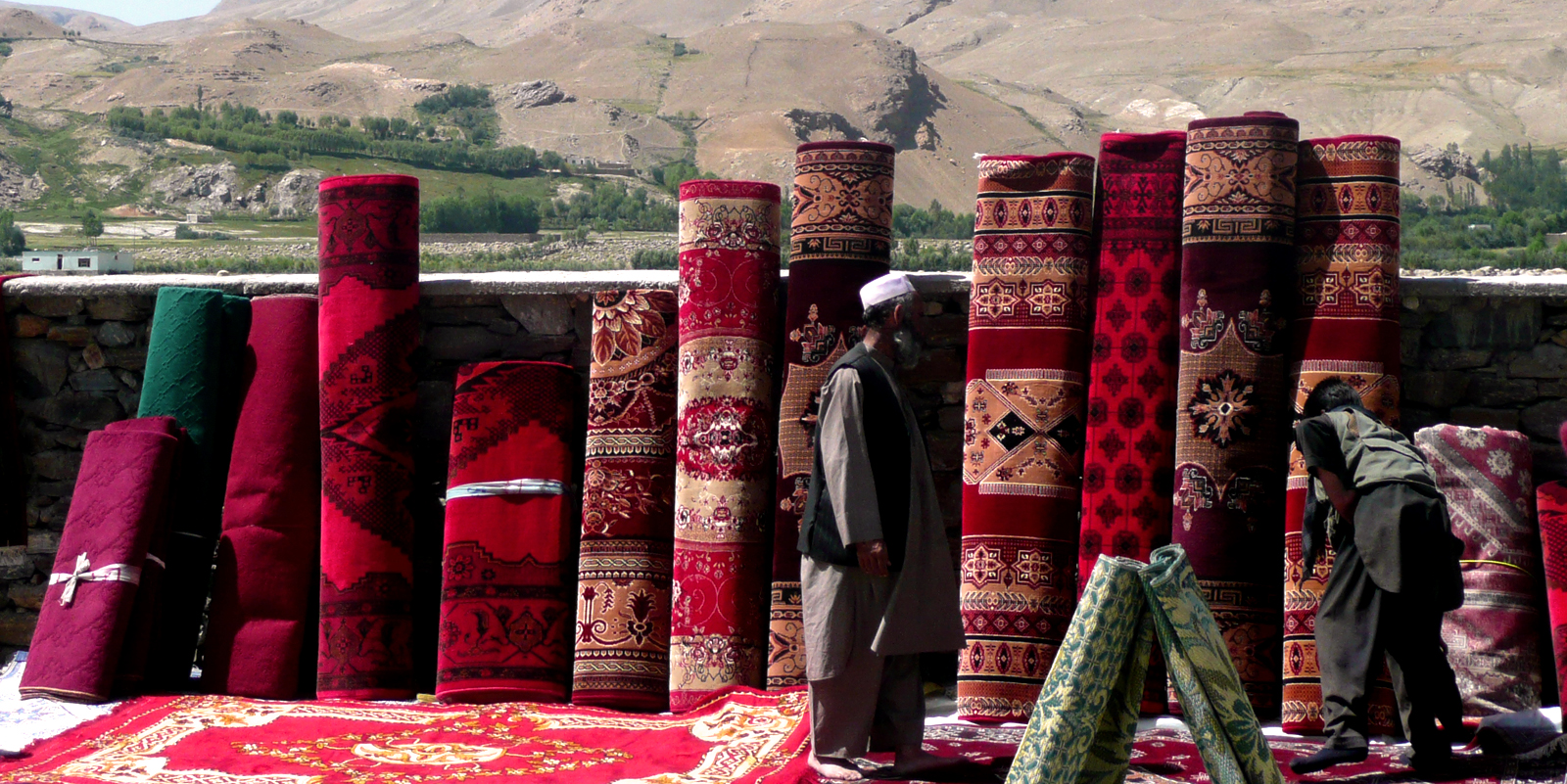
سجاد أفغاني هو أحد الصادرات الرئيسية أفغانستان

أحد المحركات الرئيسية للانتعاش الاقتصادي الحالي هو عودة أكثر من 5 ملايين مغترب، الذين جلبوا معهم مهارات ريادة الأعمال وخلق الثروة بالإضافة إلى الأموال اللازمة لبدء الأعمال التجارية. يشارك العديد من الأفغان الآن في البناء، وهو أحد أكبر الصناعات في البلاد. تشمل بعض مشاريع البناء الوطنية الكبرى مدينة كابول الجديدة التي تبلغ تكلفتها 35 مليار دولار بجوار العاصمة، ومشروع آينو مينا في قندهار، ومدينة غازي أمان الله خان بالقرب من جلال آباد. كما بدأت مشاريع تنمية مماثلة في هرات ومزار شريف ومدن أخرى. ويقدر عدد الأشخاص الذين يدخلون سوق العمل كل عام بنحو 400000 شخص.
بدأت العديد من الشركات والمصانع الصغيرة العمل في أنحاء مختلفة من البلاد، مما لا يوفر إيرادات للحكومة فحسب، بل يوفر أيضًا فرص عمل جديدة. وقد أسفرت تحسينات بيئة الأعمال عن استثمارات في قطاع الاتصالات تجاوزت 1.5 مليار دولار أمريكي، ووفرت أكثر من 100 ألف فرصة عمل منذ عام 2003. وتشهد السجاد الأفغاني رواجًا متزايدًا، مما يسمح للعديد من تجار السجاد في جميع أنحاء البلاد بتوظيف المزيد من العمال؛ ففي الفترة 2016-2017، كانت رابع أكثر السلع تصديرًا.
منذ استيلاء طالبان على البلاد في أغسطس/آب 2021، جمدت الولايات المتحدة نحو 9 مليارات دولار من الأصول المملوكة للبنك المركزي الأفغاني، مما منع طالبان من الوصول إلى مليارات الدولارات المودعة في حسابات بنكية أميركية.
بلغ حجم النشاط الاقتصادي في عام 2002 نحو 11 مليون (من أصل إجمالي مقدر بـ 29 مليون) وفي عام 2005، بلغ المعدل الرسمي للبطالة 40%. ويقدر عدد الشباب غير المؤهل بـ 3 مليون، وهذا العدد قابل للزيادة بمقدر 300,000 سنوياً. وبدأ الاقتصاد الوطني في التحسن منذ عام 2002 بسبب جلب مساعدات دولية واستثمارات تقدر بعدة مليارات دولار أمريكي، بالإضافة إلى تحويلات المغتربين. ويرجع ذلك أيضًا إلى التحسينات الكبيرة في في مجال الإنتاج الزراعي ووضع حد لأربع سنوات من الجفاف الذي عمّ معظم أنحاء البلاد.

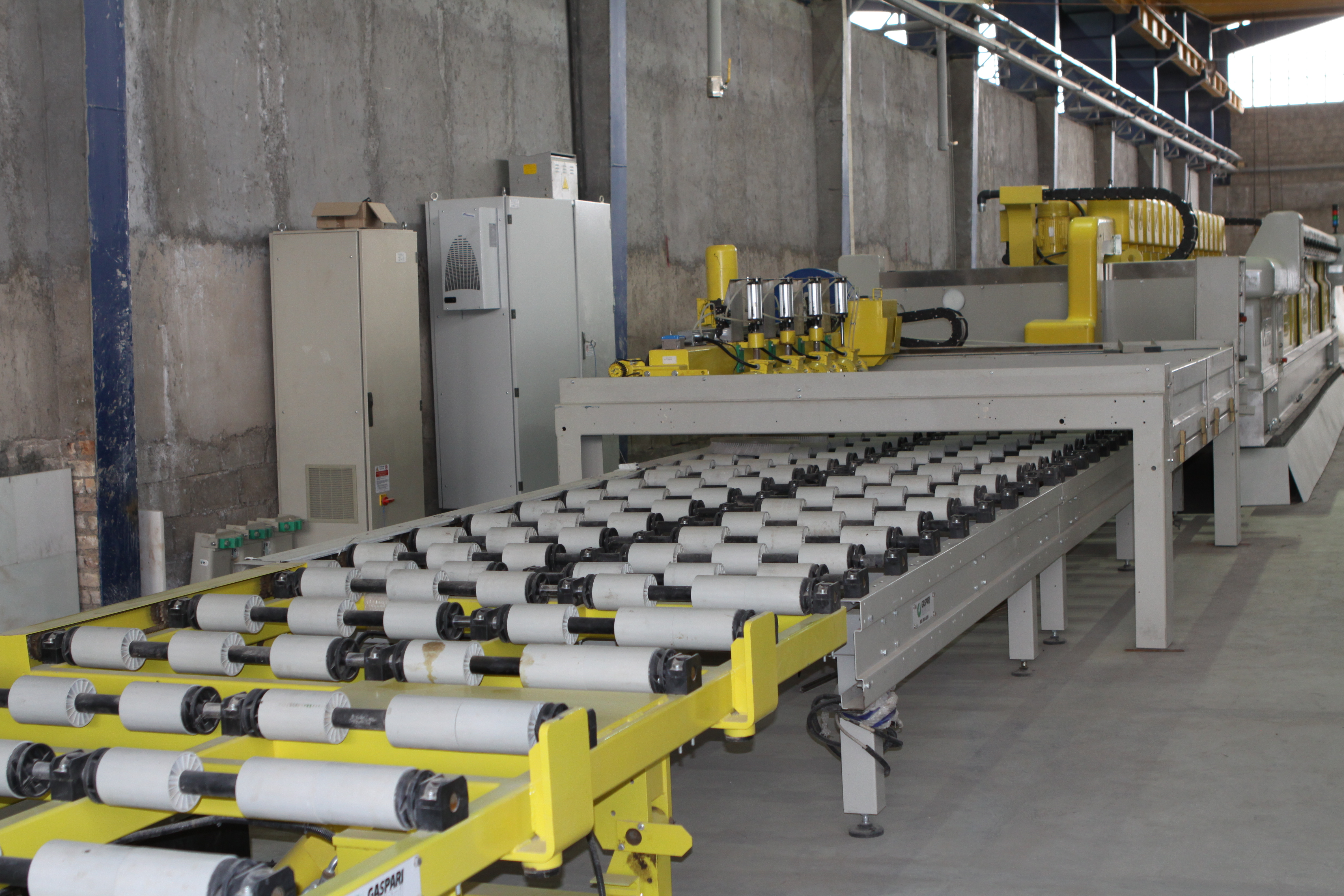
مصنع رخام في هرات، تبلغ صادرات الرخام الأفغانية حاليًا 15 مليون دولار سنوياً ويتوقع لها أن تنمو إلى 450 مليون دولار إذا توافرت الاستثمارات والتجهيزات والبنى التحيتية.

وتقدر القيمة الحقيقية لإجمالي الناتج المحلي من المنتجات باستثناء المواد المخدرة بنسبة 29٪ في عام 2002، و16٪ في عام 2003، و8٪ في عام 2004، و14 ٪ في عام 2005. بينما يأتي ثلث إجمالي الناتج المحلي لأفغانستان من زراعة الخشخاش والإتجار غير المشروع بالمخدرات بمافي ذلك الأفيون، واثنين من مشتقاته وهما المورفين والهيروين، فضلاً عن إنتاج الحشيش. وقد ارتفع إنتاج الأفيون في أفغانستان إلى مستوى قياسي جديد في عام 2007 عن العام الذي سبقه حتى أنه قد تعدى الثلث، وذلك وفقًا لما ذكرته الأمم المتحدة. نحو 3,3 مليون أفغاني يشاركون في عملية إنتاج الأفيون حاليًا. وفي مقال نشر مؤخراً في واشنطن كوارترلي، ناقش كل من بيتر فان وجوريت كمينجا أن المجتمع الدولي ينبغي أن يضع مشروع رائد، ويستثمر خطة منح التراخيص للبدء في إنتاج أدوية مثل المورفين والكودايين من محاصيل الخشخاش لمساعدة أفغانستان على الهرب من الاعتماد الاقتصادي على الأفيون.
في 3 أبريل 2022 أصدر أمير أفغانستان زعيم طالبان هبة الله أخوند زاده، مرسوماً يحظر زراعة الخشخاش في جميع أنحاء البلاد.
وفقاً لتقرير صادر عن بنك التنمية الآسيوي عام 2004، أن جهود إعادة الإعمار تنقسم إلى شقين: الأول يركز على أهمية إعادة بناء بنية أساسية حيوية وحاسمة، والثاني يركز على بناء مؤسسات حديثة للقطاع العام على طراز مخلفات الغزو السوفيتي، والتخطيط لتلك المؤسسات التي تروج لتنمية تقود السوق.

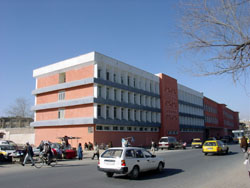
وزارة المالية الأفغانية.

وفي عام 2006، فازت الشركتان الأمريكيتان بلاك أند فينيش ولويز برجر جروب بعقد قيمته 1.4 مليار دولار لإعادة بناء الطرق وخطوط الكهرباء وشبكات إمدادات المياه في أفغانستان.
إن إعادة أكثر من 4 ملايين لاجئ من البلدان المجاورة ومن الغرب، قد جلب هؤلاء ومعهم طاقة جديدة وروح المبادرة ومهارات تكوين الثروة فضلاً عن الكثير من الأموال اللازمة لبدء الأعمال التجارية، يعد واحدا من الدعائم الرئيسية للإنعاش الاقتصادي الحالي. ومن العوامل المساعدة أيضًا، المساعدت الدولية التي تقدر بـ 2-3 مليار دولارٍ أمريكي في كل عام وهي مخصصة لعمليات الإنعاش الجزئي في قطاع الزراعة وإعادة تأسيس المؤسسات التجارية. كما أن أعمال التطوير الخاصة في طريقها للحاق بالركب. وفي عام 2006، افتتحت عائلة من أصل أفغاني تعيش في دبي مصنعًا لتعبئة الكوكا كولا في أفغانستان.
في حين يتم تغطية العجز في الرصيد الحالي للبلاد بصورة كبيرة من خلال الأموال الممنوحة، إلا أن جزء صغير جداً -حوالي 15%- يتم تحويله مباشرة إلى ميزانية الدولة. أما بقية الأموال فيتم صرفها في نفقات غير متعلقة بالميزانية، ومشروعات تحددها الجهات المانحة من خلال نظام تابع للأمم المتحدة والمؤسسات غير الحكومية. وقد بلغت الميزانية المركزية لدى الحكومة فقط 350 مليون دولار أمريكي في 2003، في حين تم تقديرها في عام 2004 بـ 550 مليون دولار أمريكي. ويقدر إجمالي التبادل للعملات الأجنبي في البلاد حوالي 500 مليون دولار أمريكي. وتأتي معظم الإيرادات من خلال الجمارك، بالإضافة إلى ضريبة الدخل وضريبة الشركات.
وكان التضخم مشكلة كبيرة حتى عام 2002. ومع ذلك، فإن انخفاض قيمة العملة الأفغانية في عام 2002 بعد تقديم الملاحظات الجديدة (التي استبدلت ألف أفغاني قديم بأفغاني واحد جديد) بالاقتران مع استقرار نسبي بالمقارنة مع الفترات السابقة وساعد على استقرار الأسعار وانخفاض بين ديسمبر 2002 وفبراير 2003، مما يعكس تحولا في تقدير العملة الأفغانية الجديدة. ومنذ ذلك الحين، وقد أشار مؤشر الاستقرار، مع زيادة معتدلة تجاه أواخر عام 2003.
ويبدو أن الحكومة الأفغانية والجهات الدولية المانحة ما زالوا ملتزمين بتحسين فرص الحصول على الضروريات الأساسية، وتطوير البنية التحتية والتعليم والإسكان والإصلاح الاقتصادي. كما تركز الحكومة المركزية على تحسين تحصيل الإيرادات وضبط نفقات القطاع العام. وتبدو إعادة بناء القطاع المالي أمراً ناجحًا حتى الآن. ويمكن الآن تحويل الأموال داخل وخارج البلاد عبر القنوات المصرفية الرسمية. منذ عام 2003، تم افتتاح ما يزيد على ستة عشرة بنوك جديدة في البلاد، بما فيها بنك أفغانستان الدولي وبنك كابل وبنك عزيزي وبنك ستاندرد تشارترد وبنك التمويل الصغير الأول من نوعه وغيرها. وهناك قانون جديد فيما يخص استثمارات القطاع الخاص وينص على منح إعفاءات ضريبية بين ثلاث وسبع سنوات للشركات المؤهلة لذلك، ومنح إعفاء مدته أربع سنوات على التعريفة الجمركية والرسوم الجمركية للصادرات.
وقد بدأت بعض المشاريع الاستثمارية الخاصة، التي تنال دعما من الدولة تؤتي ثمارها في أفغانستان. ويذكر أن الدكتور هشام أشكري المسئول الرئيسي عن شركة ARCADD لتطوير وتنفيذ مشروع استثماري خاص يهدف إلى التطوير التجاري والتاريخي والثقافي داخل حدود مدينة كابول القديمة بطول الضفة الجنوبية لنهر كابول وبطول طريق جادة ميوند، بهدف إنعاش بعض أفضل المناطق تجاريا وتاريخيا في مدينة كابول، والتي تحتوي على العديد من المساجد والأضرحة المقدسة ويهدف كذلك إلى إعادة الأنشطة التجارية التي دمرتها الحرب. كما أدرج في التصميم مجمع جديد للمتحف الأفغاني الوطني.

### التعدين والطاقة

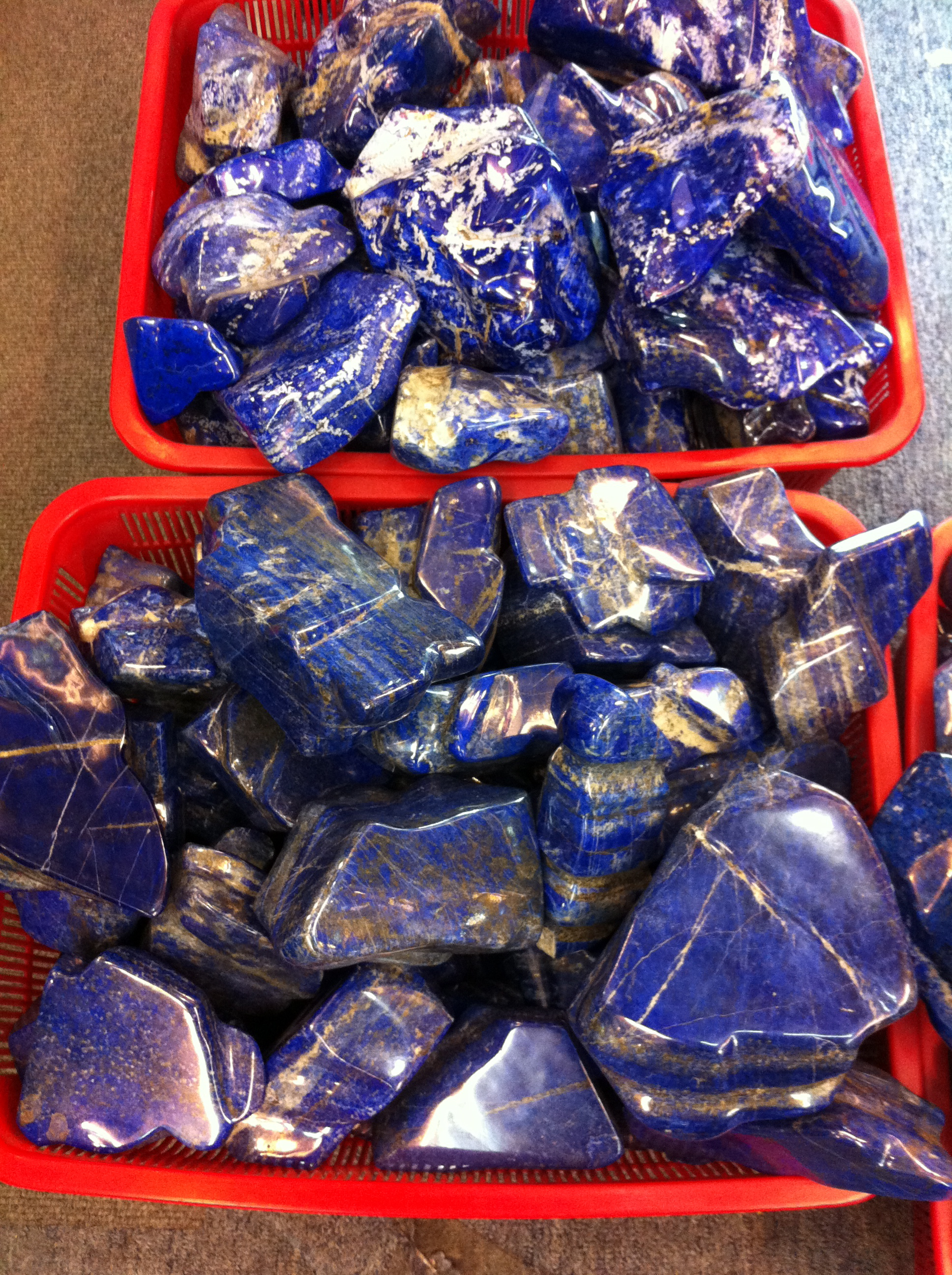
أحجار اللازورد

تشمل الموارد الطبيعية للبلاد الفحم والنحاس وخام الحديد والليثيوم واليورانيوم والعناصر الأرضية النادرة والكروميت والذهب والزنك والتلك والباريت والكبريت والرصاص والرخام والأحجار الكريمة وشبه الكريمة والغاز الطبيعي والبترول. في عام 2010، قدر مسؤولون حكوميون أمريكيون وأفغان أن الرواسب المعدنية غير المستغلة التي تم اكتشافها في عام 2007 بواسطة هيئة المسح الجيولوجي الأمريكية تبلغ قيمتها تريليون دولار على الأقل.
قدرت هيئة المسح الجيولوجي الأمريكية أن أفغانستان تمتلك بالمتوسط 1.6 مليار برميل من النفط الخام و440 مليار متر مكعب من الغاز الطبيعي إضافة كميات وفيرة من الذهب والحديد والنحاس والفحم والليثيوم. ويمكن أن يمثل هذا نقطة تحول في جهود إعادة إعمار أفغانستان. ويمكن أن تؤدي صادرات الطاقة إلى زيادة الإيرادات التي تحتاج إليها الحكومة الأفغانية لتحديث البنية التحتية للبلاد، وزيادة الفرص الاقتصادية المتاحة للسكان.
وقامت الحكومة الأفغانية بتأجير منجم أيناك الذي يمتلك احتياطي ضخم من النحاس للصين مدة 30 عامًا وتتوقع الحكومة الأفغانية أن تجني مبلغ 1,2 مليار دولار أمريكي من الرسوم والضرائب سنوياً لمدة 30 عامًا. كما ستوفر عمل دائم لـ 3,000 عامل من مواطنيها. وتعاني أفغانستان بشكل خاص من مستوى عالي من الفساد.

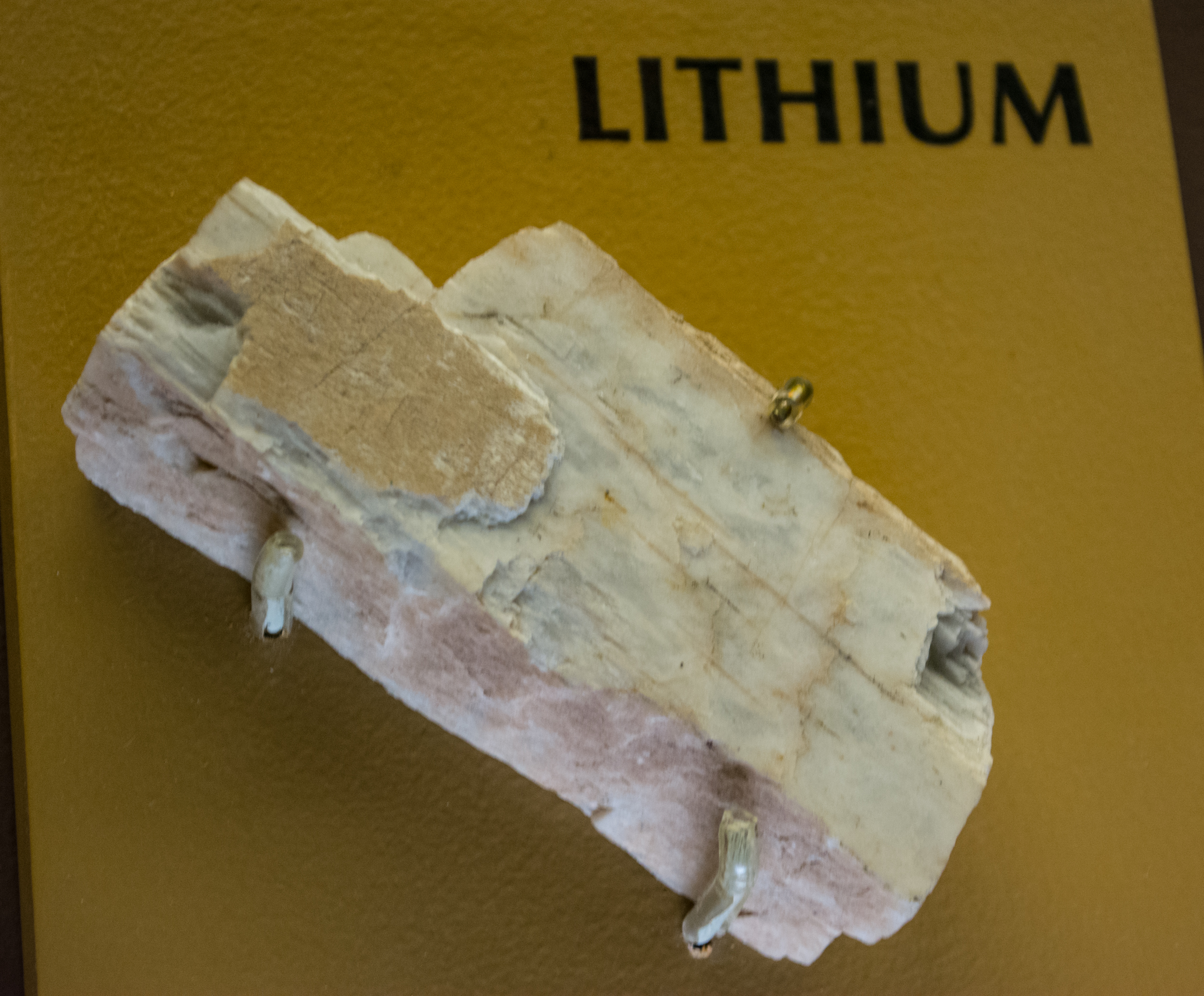
خام الليثيوم.

ومن المتوقع أن يرتفع الطلب العالمي على الليثيوم 40 ضعفا فوق مستويات 2020 بحلول عام 2040 وفقا لوكالة الطاقة الدولية، إلى جانب العناصر الأرضية النادرة والنحاس والكوبالت والمعادن الأخرى التي تعد أفغانستان غنية بها بشكل طبيعي.
وتتركز هذه المعادن في عدد صغير من الجيوب حول العالم، ولذا فإن التحول إلى الطاقة النظيفة قد يحقق ربحاً كبيراً لأفغانستان.
وذكر موقع «كوارتز» أن المسؤولين في الحكومة الأفغانية ألمحوا في الماضي إلى احتمال إبرام عقود تعدين مربحة مع نظرائهم الأمريكيين لإغرائهم وإطالة أمد الوجود العسكري الأمريكي في البلاد، ومع وجود طالبان في الحكم من المحتمل أن يكون هذا الخيار خارج الطاولة.
وتسيطر ثلاث دول بالعالم حالياً هي الصين وجمهورية الكونغو الديمقراطية وأستراليا على 75 بالمئة من الإنتاج العالمي من الليثيوم والكوبالت حيث يعتبر الليثيوم والنيكل والكوبالت من العناصر الأساسية للبطاريات والإلكترونيات والهواتف الذكية والسيارات الكهربائية ويحاول العالم التحول إلى السيارات الكهربائية وغيرها من تقنيات الطاقة النظيفة لخفض انبعاثات الكربون.

### الزراعة

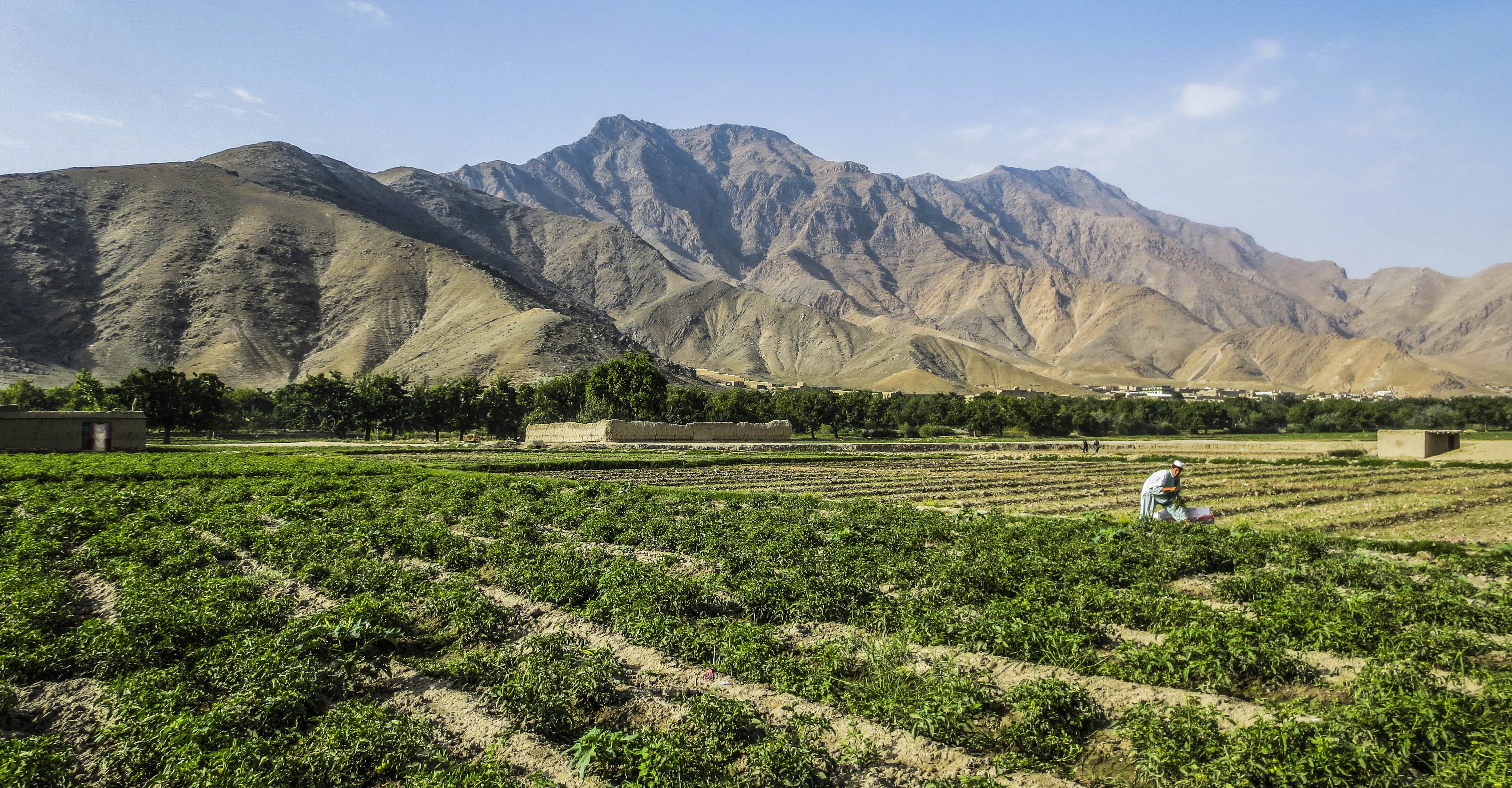
تعتبر الزراعة أحد القطاعات الاقتصادية المهمة في أفغانستان.

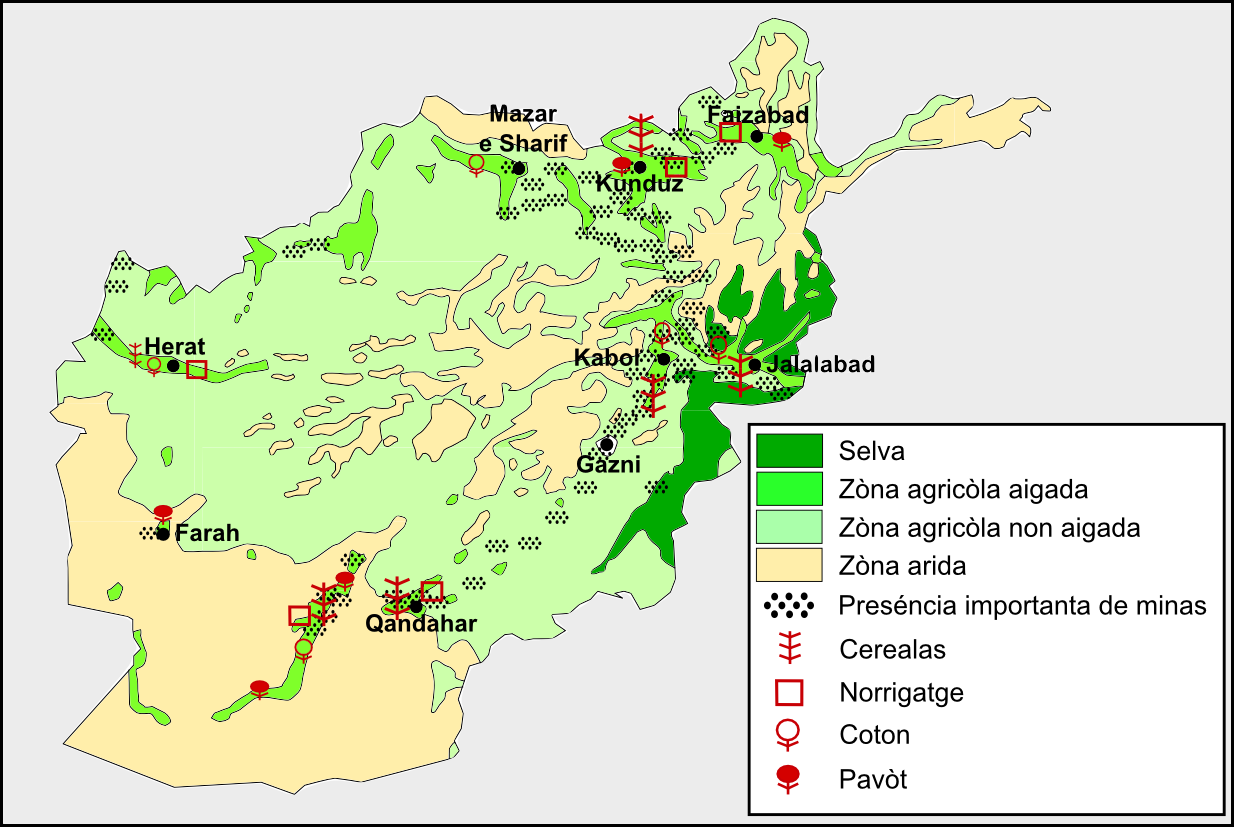
المناطق الزراعية في أفغانستان

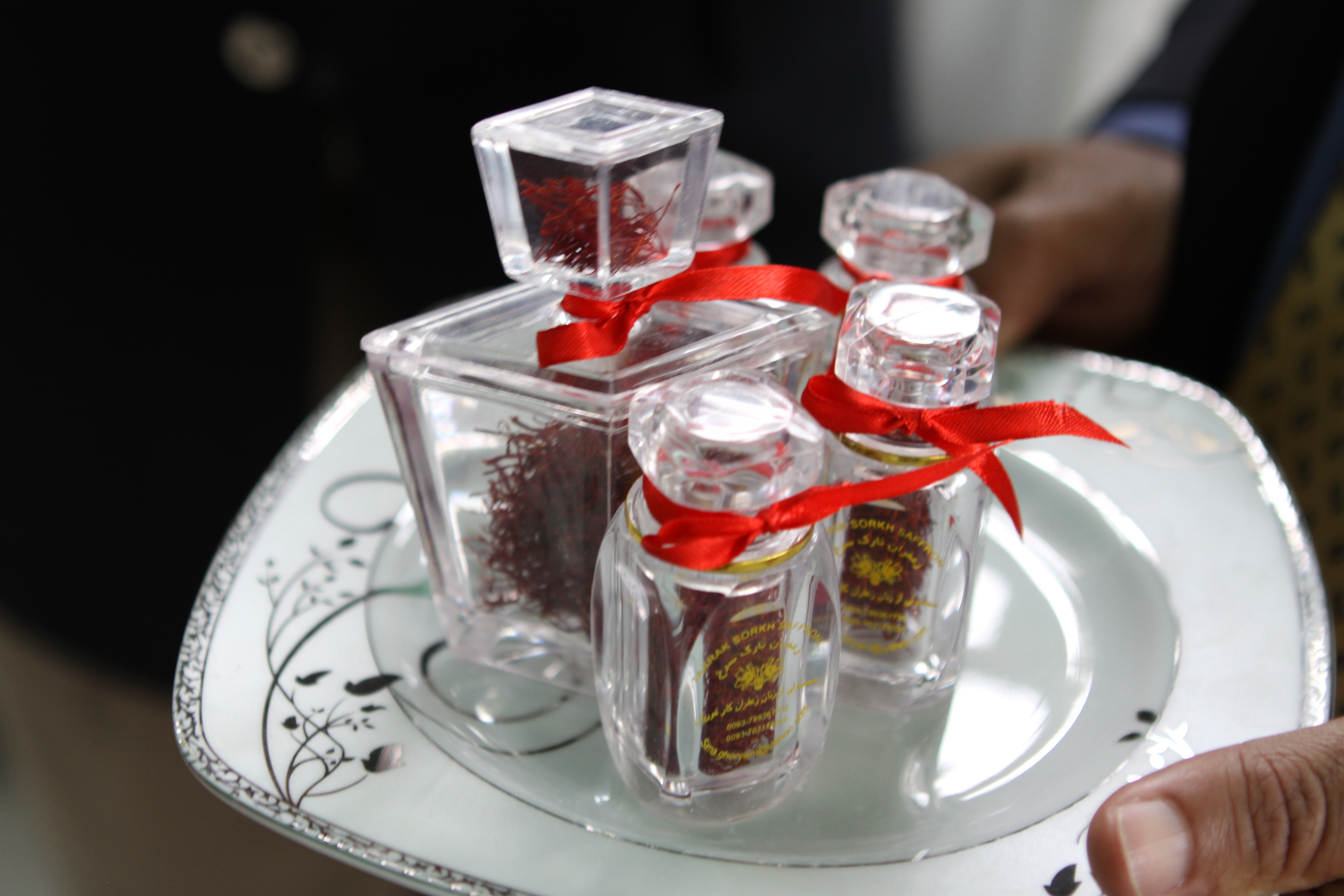
الزعفران الأفغاني

يُعد الإنتاج الزراعي العمود الفقري للاقتصاد الأفغاني. وقد هيمن تقليديًا على الاقتصاد، حيث وظف حوالي 40% من القوى العاملة اعتبارًا من عام 2018. تشتهر البلاد بإنتاجها عالي الجودة من الرمان والعنب والمشمش والبطيخ والعديد من الفواكه الطبيعية الطازجة والمجففة الأخرى. كما تُعرف أيضًا بأنها أكبر منتج للأفيون في العالم - حيث يأتي حوالي 16% أو أكثر من اقتصاد البلاد من زراعة وبيع الأفيون.أ كما أنها واحدة من أكبر منتجي القنب في العالم.

### النقل والاتصالات

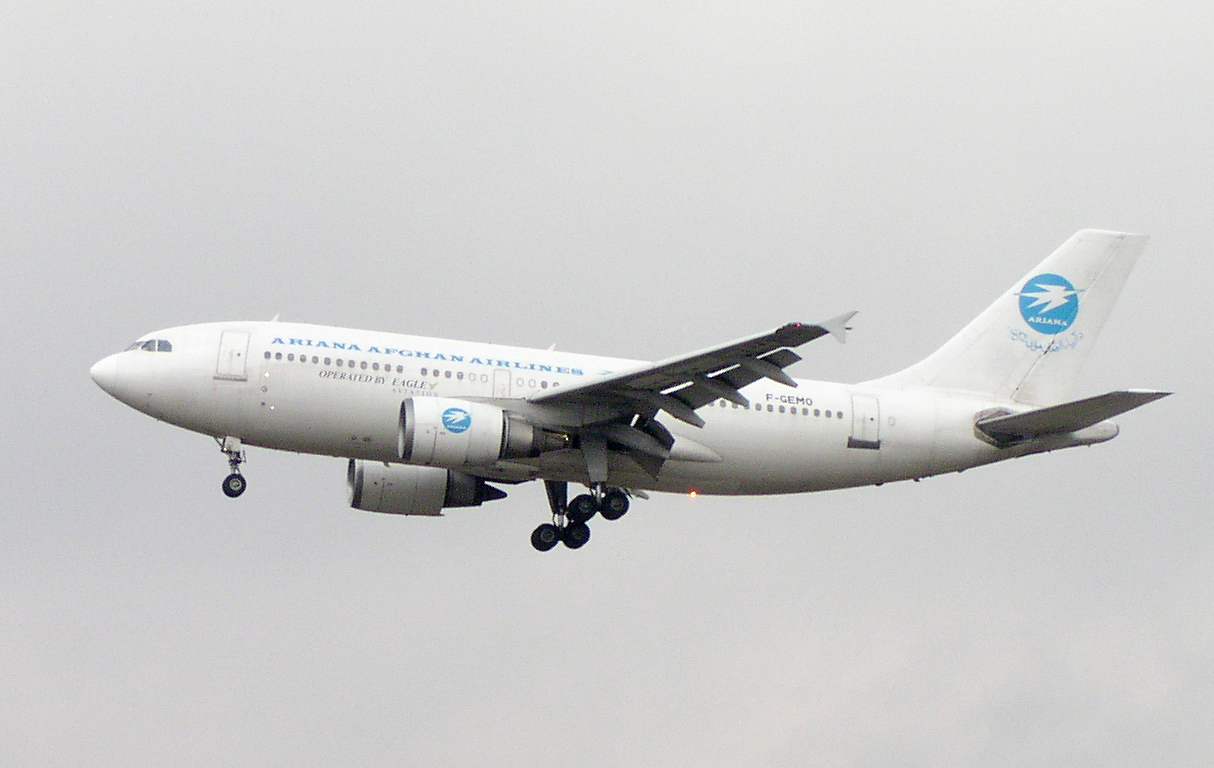
الخطوط الجوية الأفغانية (أريانا).

الخطوط الجوية الأفغانية (أريانا) هي الناقل الوطني، مع رحلات داخلية بين كابل وقندهار وهرات ومزار شريف وتشمل الرحلات الدولية وجهات إلى دبي وفرانكفورت وإسطنبول وعدد من الوجهات الآسيوية الأخرى. ويوجد في أفغانستان نحو 53 مطاراً أكبر هذه المطارات هو مطار كابل الدولي.
وتمتلك أفغانستان عدة خطوط لسكك الحديد تصل شمال البلاد بتركمانستان وأوزبكستان. واعتبارا من عام 2011، مشاريع السكك الحديدية الأخرى في التقدم مع الدول المجاورة، هو واحد بين هرات وإيران في حين آخر هو ربط السكك الحديدية مع باكستان. تتم الرحلات البعيدة الطويلة من المدربين من القطاع الخاص أو السيارات الخاصة. أصبحت السيارات الجديدة مؤخراً على نطاق واسع بعد إعادة بناء الطرق والطرق السريعة. يتم استيرادها من دولة الإمارات العربية المتحدة عبر باكستان وإيران. الخدمات البريدية وأفغانستان حزمة مثل فيديكس، دي إتش إل وغيرها من الإمدادات لجعل المدن والبلدات الرئيسية.
يتم توفير خدمات الاتصالات في البلاد عن طريق اللاسلكي الأفغانية واتصالات وروشان ومجموعة MTN للاتصالات والأفغانية. في عام 2006، وقعت وزارة الاتصالات الأفغانية اتفاق 64.5 مليون دولار مع شركة ZTE لإنشاء شبكة كابلات الألياف الضوئية البلاد. اعتباراً من عام 2009، والبلاد بها 129,300 من الخطوط الهاتفية الثابتة، حوالي 19 مليون مشترك في الهاتف النقال، ومستخدمي الإنترنت 1.5 مليون.

## الوصلات الخارجية
- ألبوم صور من أفغانستان
- آمار في أفغانستان